# San Vincenzo (Genova)
San Vincenzo (San Viçenso /ˈsaŋ viˈseŋsu/ in ligure) è un quartiere centrale di Genova, amministrativamente compreso nel Municipio I Centro Est. Situato a poca distanza dalla stazione ferroviaria di Brignole, comprende parte della centralissima via XX Settembre, la principale arteria della zona commerciale di Genova.

## Descrizione del quartiere

### Toponimo
Il quartiere prende il nome dalla omonima chiesa, oggi sconsacrata, intitolata a San Vincenzo di Saragozza. Fino alla costruzione delle "Mura Nuove", nel XVII secolo, era un borgo esterno alla cinta difensiva della città chiamato "Borgo di Bisagno", poiché si trovava a poca distanza dall'omonimo torrente.

### Territorio
Storicamente il sestiere di San Vincenzo fu creato dopo la costruzione delle mura seicentesche e comprendeva tutta l'area a levante compresa tra la cinta muraria cinquecentesca e le Mura Nuove. Era quindi un territorio molto vasto che oltre alla piana sulla sponda destra del Bisagno comprendeva anche l'area collinare che oggi forma il quartiere di Castelletto.
Con la costituzione delle circoscrizioni, l'area di Castelletto fu staccata e il nucleo urbano del quartiere di San Vincenzo accorpato a quello di Portoria, altro storico sestiere cittadino, creando la circoscrizione di "Portoria", suddivisa nelle "unità urbanistiche" di "San Vincenzo" e "Carignano", ed oggi compresa nel Municipio I Centro Est.
La zona di San Vincenzo propriamente detta comprende l'area in sponda destra del Bisagno un tempo delimitata dalle due cinte murarie: a ponente quella cinquecentesca, nel tratto tra la porta dell'Acquasola (attuale Piazza Corvetto) e le mura delle Cappuccine, che ancora oggi delimita il quartiere verso Portoria e Carignano, a levante le "Mura Nuove", affacciate sul Bisagno con il grande terrapieno delle "Fronti Basse", in cui si aprivano le porte Pila e Romana, sulle strade dirette a levante. Oggi, con la scomparsa delle "Fronti Basse", demolite verso la fine dell'Ottocento, l'asse di via Fiume e via Brigata Liguria delimita l'area di San Vincenzo da quella della Foce.
A nord il confine con il quartiere di Castelletto è costituito da un breve tratto di via Assarotti e dall'asse di via Peschiera e via F. Romani, fino alle mura dello Zerbino, che delimitano il quartiere ad est da quello di San Fruttuoso.

## Demografia
L'"unità urbanistica" di San Vincenzo, che come detto comprende anche l'antico sestiere di Portoria, ha una popolazione di 5 481 abitanti (al 31 dicembre 2022).
I dati storici disponibili riguardano la ex circoscrizione di Portoria nel suo complesso, con le due unità urbanistiche di S.Vincenzo e Carignano. La storia demografica della ex circoscrizione risente delle vicissitudini urbanistiche della zona. La popolazione, 35 877 abitanti al primo censimento del 1861, sale a 40.260 nel 1901, dato che rappresenta il "massimo storico". Da allora, con la trasformazione di questi antichi quartieri popolari in un'area destinata a centri direzionali e attività del terziario, ha inizio un vistoso calo demografico. Gli abitanti, ancora 35.007 nel 1936, si riducono a 20.021 nel 1961, fino agli attuali 12.331, di cui 5.323, come già accennato, nella sola unità urbanistica di San Vincenzo.

## Storia

### Le origini
Il "borgo di Bisagno" era in origine costituito dalle case allineate lungo la strada medioevale che usciva dalla città diretta a levante, prima attraverso la Porta Soprana e poi, con la costruzione delle mura trecentesche, attraverso la Porta degli Archi. 
Questa via, frequentata da tempi remoti, come testimoniato da diversi ritrovamenti archeologici, superava il Bisagno al ponte di S. Agata, nei pressi del "borgo degli Incrociati", che un tempo, prima della costruzione delle Mura Nuove, era la naturale continuazione del "borgo di Bisagno".
(Goffredo Casalis, "Dizionario geografico, storico, statistico e commerciale degli stati di S.M. il Re di Sardegna", 1840)
Nell'XI secolo l'area del quartiere era una zona agricola di proprietà ecclesiastica, e lì nel 1059 venne edificata una cappella dedicata a S. Vincenzo martire, trasformata un secolo più tardi in oratorio. Al suo posto nel XVII secolo fu costruita la chiesa, soppressa nel 1813 ed oggi sede del Circolo Ufficiali.
Così descrive la zona suoi "Annali" il Giustiniani, vescovo e storico, all'inizio del Cinquecento:
(Agostino Giustiniani, "Annali della Repubblica di Genova", 1537)

### Le Mura Nuove e il sestiere di S. Vincenzo
Tra il 1626 e il 1632, con la costruzione delle "Mura Nuove", parte della zona fu inglobata all'interno della cinta difensiva; Il "borgo di Bisagno", ribattezzato con il nome della parrocchiale, insieme a S. Teodoro (altra zona cittadina inglobata nella cerchia delle mura), furono annoverati tra i sestieri cittadini, andando ad aggiungersi ai quattro sestieri storici. La costruzione delle Mura Nuove venne a spezzare la continuità del borgo: mentre la zona intorno alla chiesa di S. Vincenzo fu compresa entro la nuova cerchia muraria insieme a parte della piana del Bisagno e divenne il cuore del nuovo sestiere, Borgo Incrociati ne rimase all'esterno.
(Goffredo Casalis, "Dizionario geografico, storico, statistico e commerciale degli stati di S.M. il Re di Sardegna", 1840)

### L'Ottocento

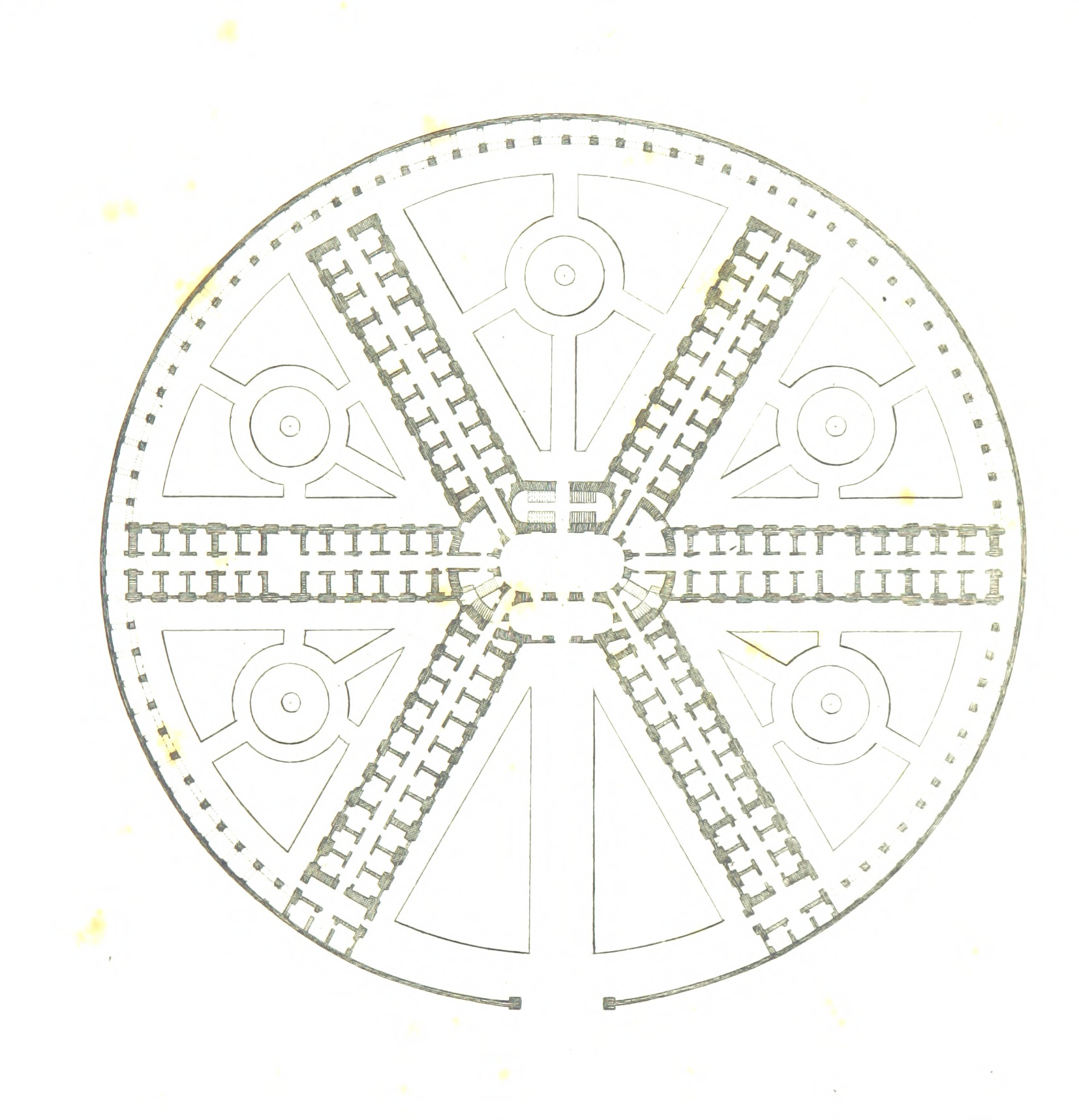
Genova, ex Manicomio nel Sestiere di S. Vincenzo

Pur inglobato entro la cerchia muraria, il quartiere fino al XIX secolo non ebbe a subire cambiamenti significativi. Il principale insediamento abitativo rimase quello lungo la via principale, mentre il resto della piana ebbe una destinazione soprattutto agricola, con poche modeste abitazioni che si estendevano fino al colle di Carignano. L'unico edificio di qualche rilevanza nella zona detta "Abrara" (attuale via Cesarea e strade limitrofe) era l'antica chiesa di “S. Martino de via“, in seguito S. Maria della Pace, che sarebbe stata poi demolita per fare spazio all'ampliamento urbanistico di fine secolo.
Il piano urbanistico predisposto dall'architetto Carlo Barabino nel 1825, volto ad estendere la città verso levante superando i limiti della città medioevale trovò, pur tra varie difficoltà, una prima parziale applicazione solo tra gli anni trenta e quaranta, sotto la direzione di G.B. Resasco, che dopo la morte del Barabino, nel 1835, gli era succeduto nel ruolo di architetto civico.
A metà degli anni quaranta furono realizzate via Colombo, parallela all'antica strada di S. Vincenzo e via Galata, perpendicolare ad essa; all'incrocio delle nuove vie fu costruita piazza Colombo. La piazza, di forma quadrata, fu realizzata rispettando in linea di massima il progetto del Barabino, con quattro identici edifici a portici, costruiti dall'impresario Pietro Gambaro.
Con le nuove case l'antico borgo di artigiani e contadini si trasformò gradualmente in un elegante quartiere residenziale.
Nel 1834 furono iniziati lavori per la costruzione, nella zona dell'attuale via Cesarea, del manicomio, la prima struttura cittadina destinata in modo specifico al ricovero dei malati mentali, accanto al quale sorsero alcuni casoni ad alveare destinati ai ceti operai, costruiti dall'impresario Francesco Ponte.
Il manicomio, progettato dallo stesso Barabino, fu completato sotto la direzione di Celestino Foppiani nel 1841. La costruzione era formata da un edificio centrale di forma circolare, su cinque piani, che ospitava gli uffici dell'amministrazione e i servizi comuni. Da questo si diramavano sei raggi di fabbrica destinati alle celle dei ricoverati. Negli spazi tra le varie ali erano ricavati dei giardini, e tutto il complesso era delimitato verso l'esterno da un portico circolare. La struttura, che occupava complessivamenter un'area di circa due ettari, fu inaugurata il 14 agosto 1841. Il grande edificio ebbe tuttavia vita breve: verso la fine del secolo, con l'apertura di via XX Settembre, la zona ebbe una destinazione residenziale; fu così costruito il nuovo ospedale psichiatrico a Quarto, dove nel 1894 furono trasferiti i ricoverati. La costruzione fu demolita nel 1914.
Una vera e propria svolta nello sviluppo urbanistico del quartiere si ebbe verso la fine dell'Ottocento, con la realizzazione di Via XX Settembre. Con l'apertura di questa arteria il centro cittadino fu spostato nettamente verso levante.
La strada, realizzata rettificando ed ampliando le esistenti via Giulia (nel quartiere di Portoria), via della Consolazione e via Porta Pila, fu caratterizzata fin dagli inizi da un'architettura in stile Liberty; tra gli architetti che parteciparono alle varie progettazioni vi fu anche il fiorentino Gino Coppedè.

### Il Novecento

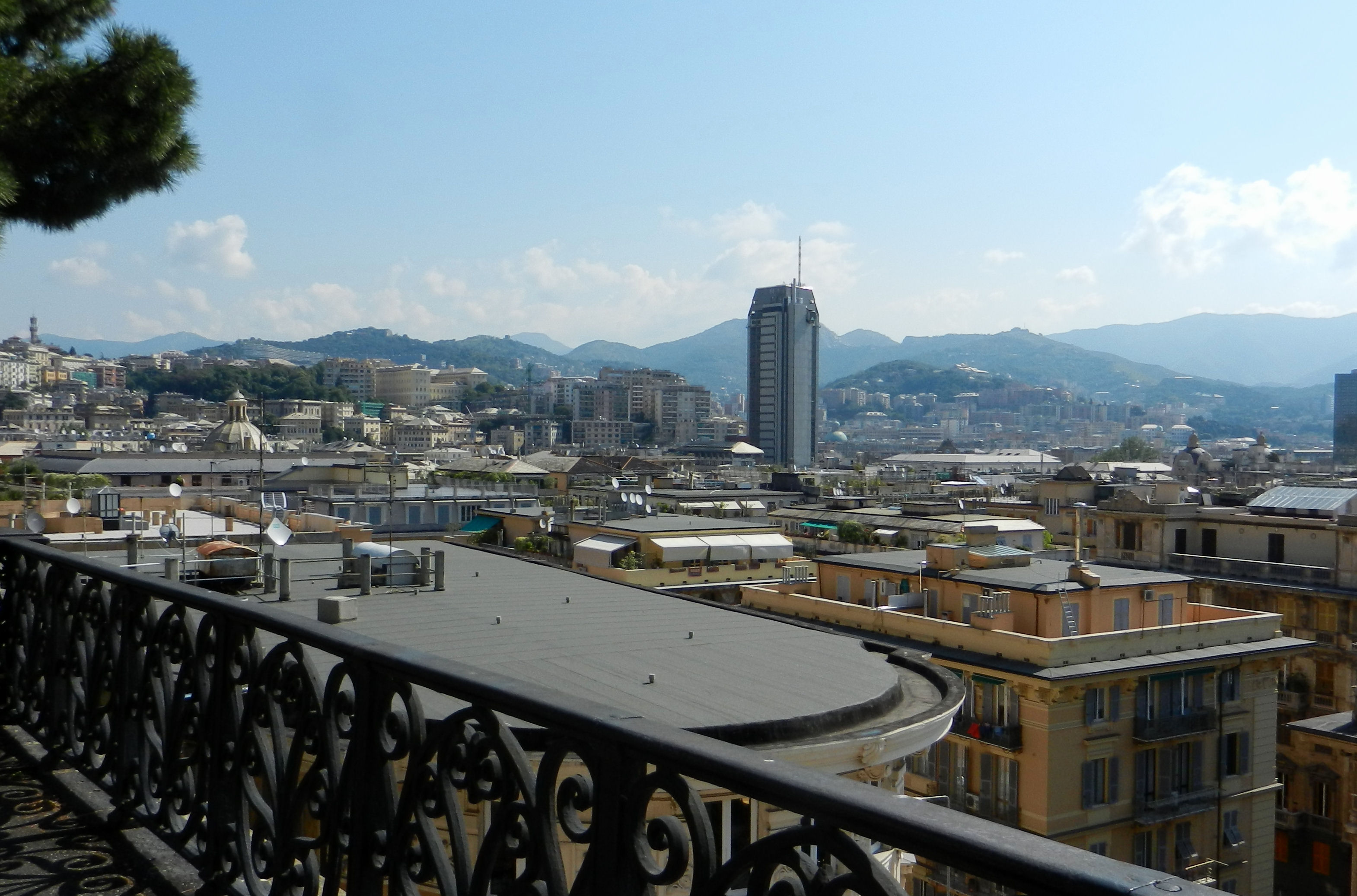
Vista dalle mura di S. Chiara (corso A. Podestà)

Tra la fine dell'Ottocento e i primi due decenni del Novecento fu completata l'urbanizzazione della zona di Abrara, che venne totalmente modificata dopo la realizzazione di via XX Settembre, con la demolizione del manicomio, della chiesa della Pace, sconsacrata da tempo, e delle poche modeste abitazioni che sorgevano in un'area ancora in parte coltivata a orti. Al posto di questi edifici e delle residue aree agricole fu così realizzato, nel quadrilatero compreso tra via XX Settembre, via del Prato (oggi via Brigata Liguria) e le Mura di S. Chiara, un nuovo elegante quartiere residenziale e commerciale.
L'impianto urbanistico così delineato all'inizio del secolo non ha subito dagli anni venti significative modifiche. Tra gli edifici realizzati nel corso del XX secolo, il "Museo di Storia Naturale" (1912), il "Teatro della Gioventù" (1930), il "Palazzo degli Uffici Finanziari", costruito negli anni trenta sul sito dell'ottocentesco mattatoio, e il grattacielo Telecom all'angolo tra via S. Vincenzo e via Fiume, costruito negli anni sessanta su disegno di Piero Gambacciani.

## Monumenti e luoghi d'interesse

### Vie e piazze
Storicamente il borgo di San Vincenzo era situato sulla via diretta da Genova verso levante che, uscita dalla città attraverso le porte aperte nei successivi ampliamenti della cerchia muraria, oltrepassava il Bisagno al ponte di Sant'Agata. Nel tempo, aveva accresciuto la sua importanza un nuovo accesso da levante in corrispondenza del Borgo Pila, sorto al di là del torrente sulla piana del Bisagno.
Gli assi viari delineati da questi percorsi corrispondono attualmente a via S. Vincenzo e via XX Settembre, al termine delle quali, nelle mura del Seicento, si aprivano rispettivamente Porta Romana e Porta Pila. Nell'area compresa tra queste due strade si è sviluppata, intorno al 1840, la prima espansione urbanistica del quartiere (via Colombo, piazza Colombo e via Galata).

#### Via XX Settembre
Fu costruita nell'ultimo decennio dell'Ottocento, rettificando ed ampliando il percorso di via Giulia e via della Consolazione, per realizzare una nuova viabilità verso il levante, che fino ad allora aveva sbocchi inadeguati. La denominazione della nuova strada fu all'epoca oggetto di accese discussioni, finché prevalse la volontà di numerosi cittadini di vedere riconosciuta con questa intitolazione la storica data della Presa di Roma. Il tratto di strada che interessa il quartiere di S. Vincenzo (dal Ponte Monumentale a via Fiume), pur non avendo il sontuoso aspetto della parte compresa tra Piazza De Ferrari e il Ponte Monumentale, caratterizzata da alti portici con pavimento alla veneziana, è ugualmente fitto di eleganti e prestigiosi negozi, che fanno della via una delle mete cittadine più frequentate per gli acquisti e il passeggio. All'epoca della sua apertura, la strada, ampia, rettilinea e affiancata da palazzi di altezza inusuale per i tempi, rappresentò una vera novità per i genovesi, abituati a muoversi tra angusti vicoli. Il concorso per la costruzione della nuova strada fu bandito nel 1883, dopo un dibattito quasi ventennale, e solo nel 1887 fu approvato il progetto di Cesare Gamba. I lavori iniziarono nel 1892. Per prima fu realizzata la parte inferiore, con la risistemazione della ex via della Consolazione, terminata l'anno successivo; la strada fu inaugurata il 18 gennaio 1896. La realizzazione dei palazzi affacciati sulla via sarebbe stata completata solo nel 1913. Tutti gli edifici preesistenti, tranne la chiesa della Consolazione e l'annesso convento, furono abbattuti e sostituiti da nuovi palazzi, costruiti per la prima volta a Genova in cemento armato.

#### Via San Vincenzo

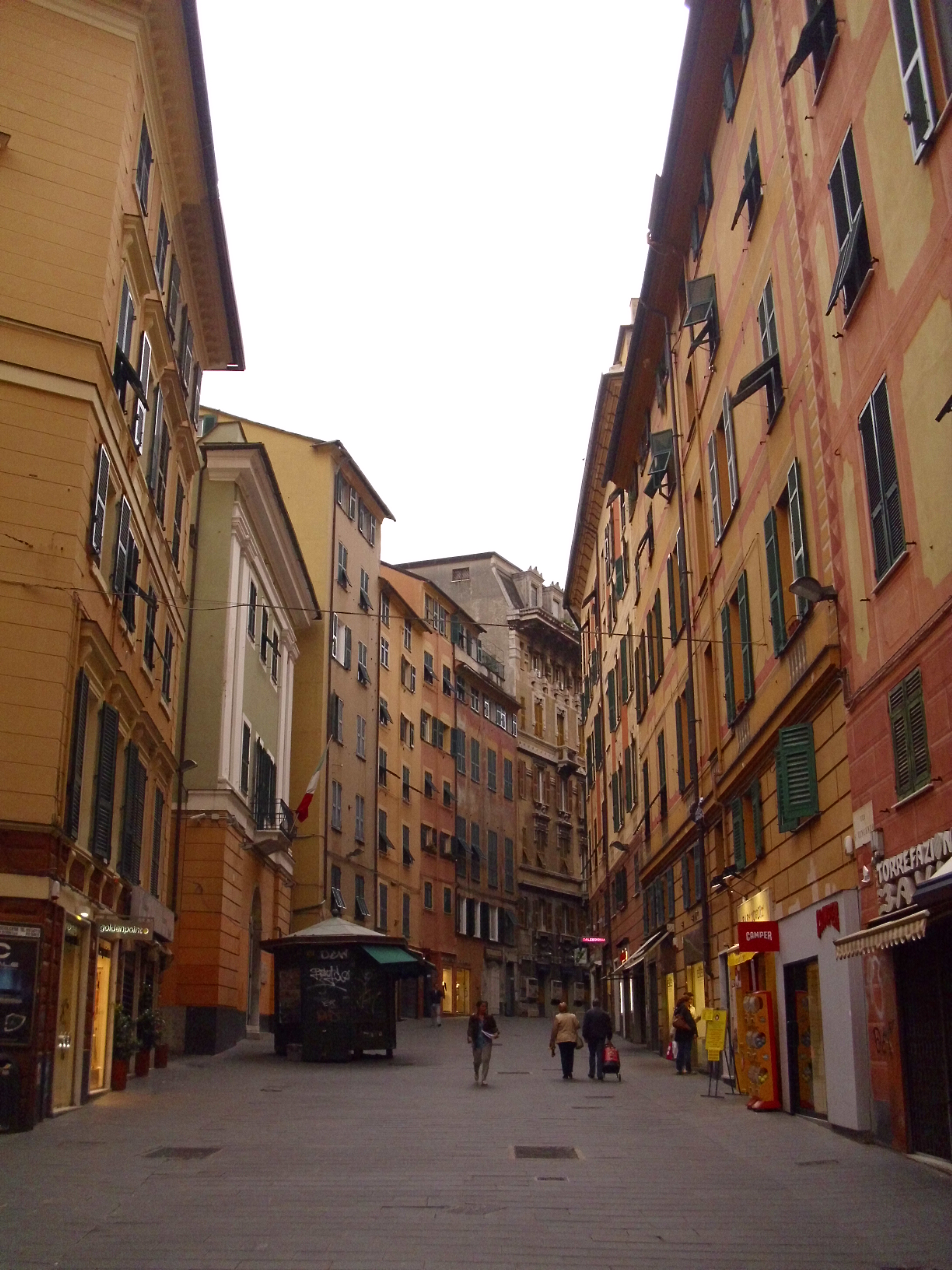
Via San Vincenzo

La via che attraversa il centro storico del quartiere inizia dal Ponte Monumentale e giunge nei pressi della stazione Brignole. La via, molto antica, costituiva una parte del collegamento verso levante in uscita da Genova, diretto verso il colle di San Martino d'Albaro, dopo aver superato il Bisagno al ponte di Sant'Agata. L'edilizia della via, pur segnata dallo sviluppo urbanistico di metà Ottocento, lascia intravedere tracce dell'antico insediamento suburbano, come alcuni edifici tardo-medioevali con portale, le ex chiese di San Vincenzo e Santo Spirito e alcuni palazzi rinascimentali, quali i palazzi Grimaldi-Sauli e Centurione, in cui nacque Virginia Centurione Bracelli.

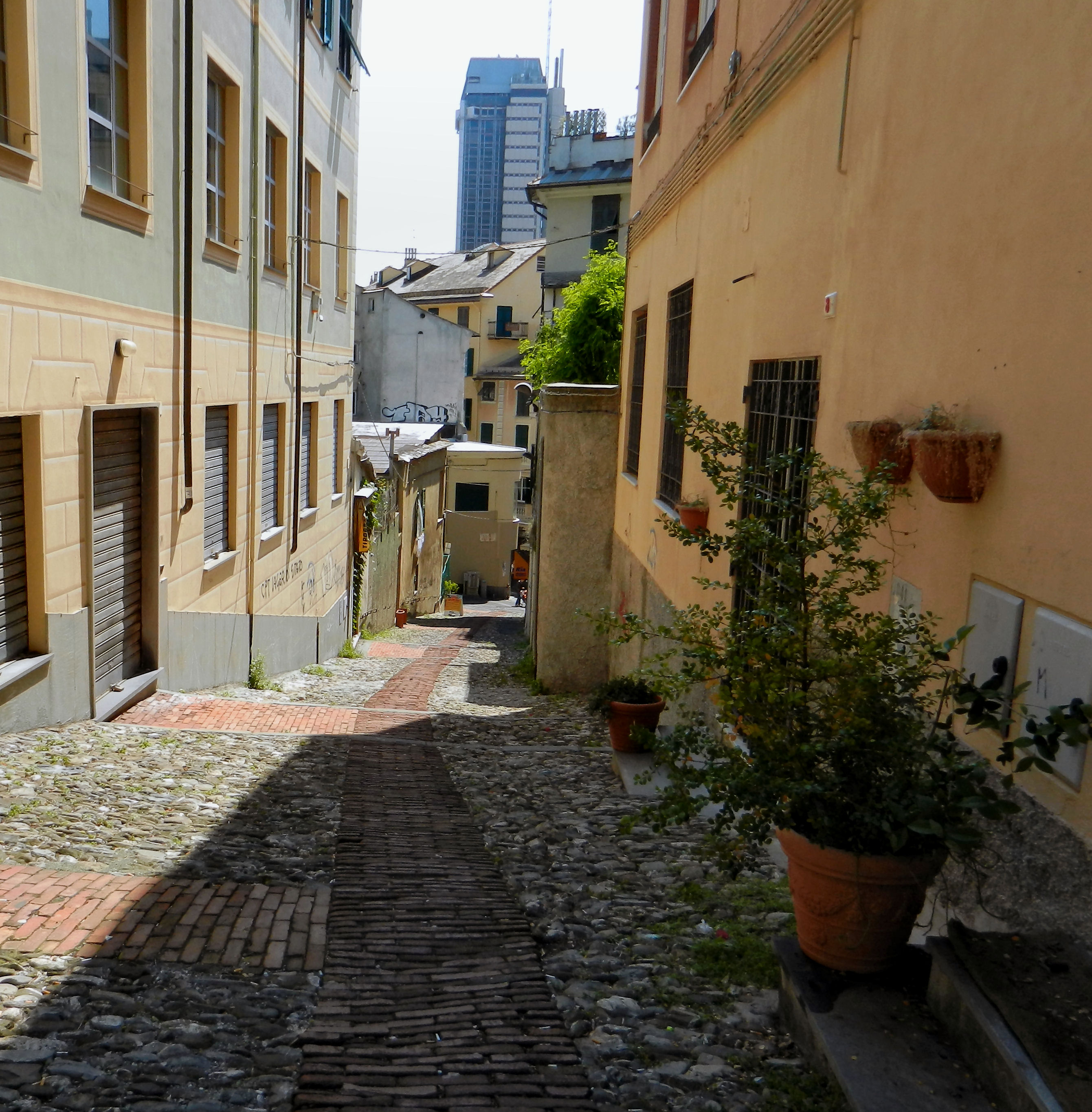
Salita della Tosse

 L'ultimo tratto della via fino alla fine dell'Ottocento era denominato "via di Porta Romana", perché conduceva alla seicentesca porta, demolita nel 1891. Oggi via San Vincenzo è quasi completamente pedonalizzata.
Da via San Vincenzo ha inizio la salita della Tosse, che raggiunge il bastione dell'Acquasola da dove attraverso la porta di Santa Caterina si entrava in città nei pressi della chiesa di Santo Stefano. Lungo questa salita, che prendeva il nome da un antico oratorio intitolato a N.S. della Tosse, ebbe la sua prima sede la compagnia del Teatro della Tosse (trasferito prima in via Canevari, e infine dal 1986 nella sede di stradone Sant'Agostino, nella zona di Sarzano), fondato nel 1975 da Tonino Conte, Emanuele Luzzati, Aldo Trionfo e altri.

#### Piazza Colombo

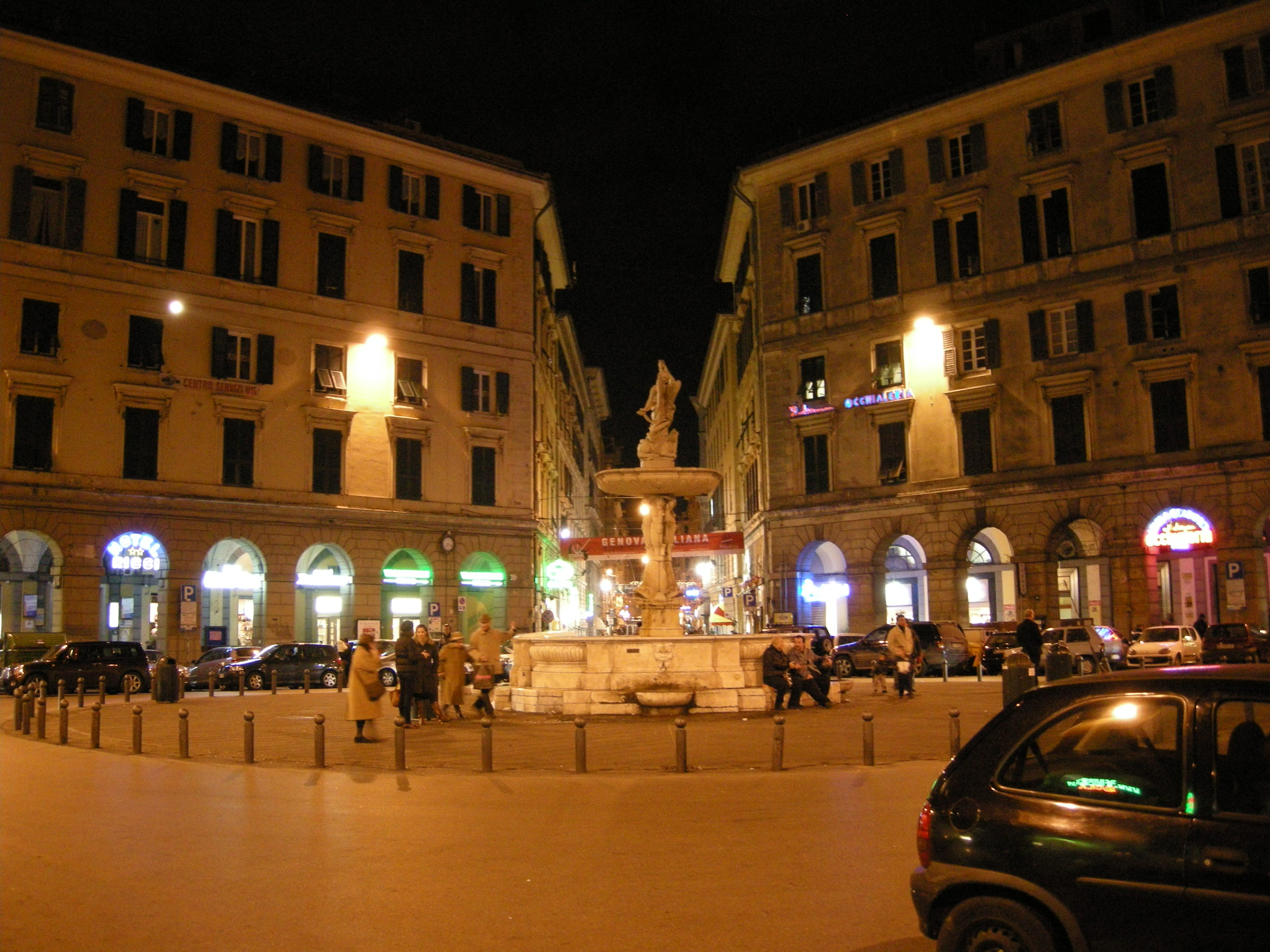
Piazza Colombo, veduta notturna

Fu progettata intorno al 1830 dal Barabino e realizzata intorno al 1840 dal Resasco, su terreni in precedenza adibiti ad orti. La piazza, situata all'incrocio tra via Colombo e via Galata, ha forma quadrata ed è circondata da quattro edifici a portici, oggi animati da bancarelle di libri e negozi di antica tradizione.
Il progetto iniziale del Barabino prevedeva la costruzione di case popolari destinate agli sfrattati da altre zone cittadine in cui erano stati avviati piani di risanamento urbanistico, ma poiché nel frattempo il nuovo quartiere era divenuto appetibile per l'edilizia residenziale di pregio, il Resasco vi realizzò abitazioni signorili.
Al centro della piazza nel 1861 fu collocata la fontana seicentesca del "Genio Marino", già a Ponte Reale.

#### Via Galata

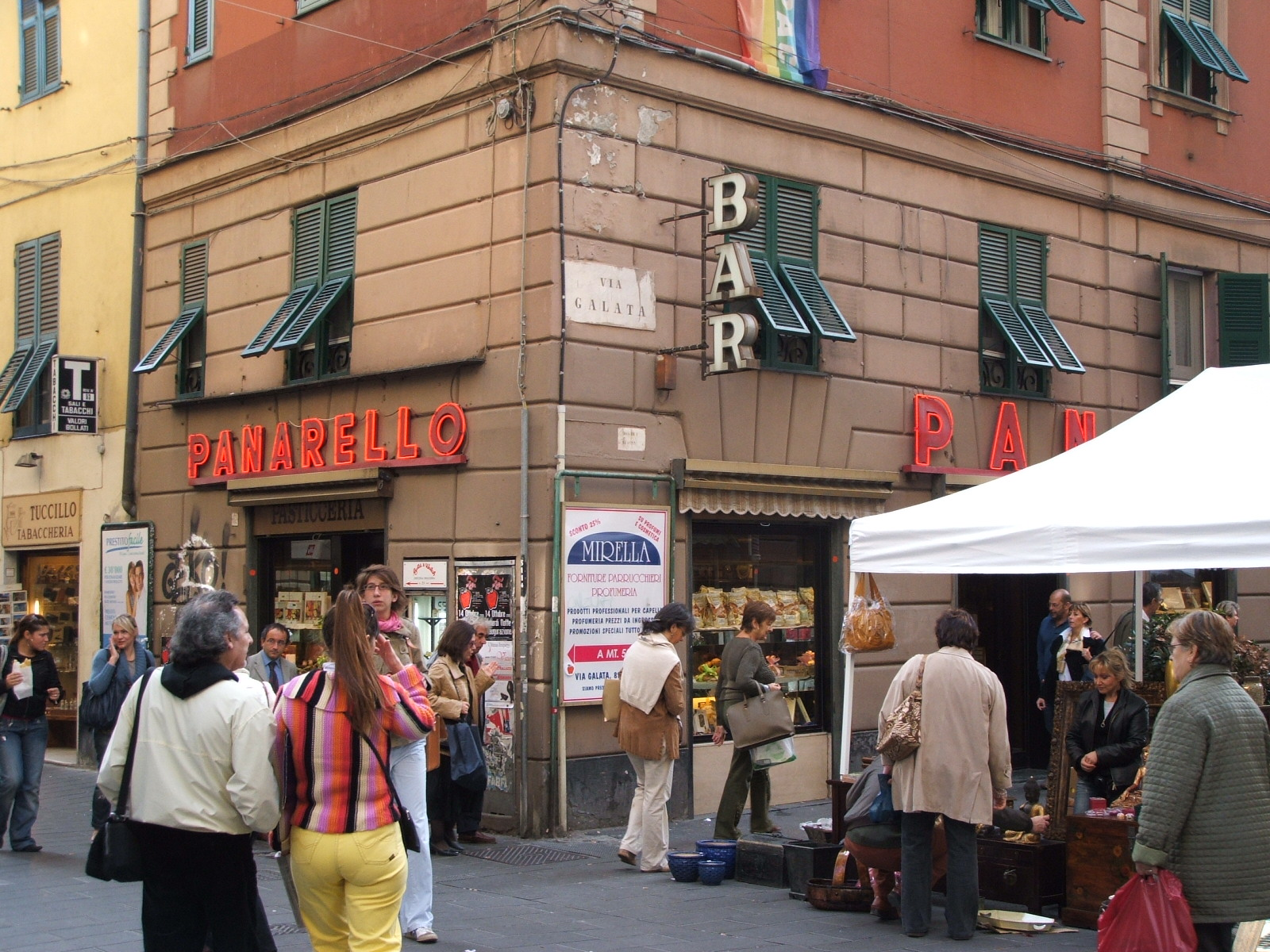
L'antica pasticceria Panarello, all'angolo tra via Galata e via S. Vincenzo

In origine questa via, conosciuta come Crosa Larga, andava dal convento delle Brignoline fino al colle di Carignano e comprendeva anche parte della strada attualmente corrispondente a via Cesarea. Rettilinea, taglia perpendicolarmente via S. Vincenzo e via Colombo e termina oggi in via XX Settembre.
Dalla metà dell'Ottocento, prima dell'intitolazione alla colonia genovese, per un breve periodo fu denominata "via al Manicomio", perché terminava di fronte al complesso dell'allora ospedale psichiatrico. In un modesto locale della via nel 1964 fu fondato il "Louisiana Jazz Club", oggi trasferito in via S. Sebastiano, nei pressi di via Roma. Nato come punto di aggregazione di musicisti jazz, ha ospitato alcuni dei più importanti complessi jazz internazionali.

#### Via Fiume e via Brigata Liguria
Queste due strade, un tempo chiamate rispettivamente "via Edera" e "via del Prato", delimitavano il quartiere a levante, correndo lungo le Fronti Basse. Oggi via Fiume si affaccia su piazza Verdi, e via Brigata Liguria corre parallela alla palazzata ovest di piazza della Vittoria. In via Fiume sorgono il grattacielo ex Telecom e il Palazzo degli Uffici Finanziari, in via Brigata Liguria si trova il Museo di Storia Naturale. Fino alla metà dell'Ottocento queste vie erano modeste crose, tra le mura cittadine da una parte e orti dall'altra. Con l'urbanizzazione della zona furono allargate e fiancheggiate da abitazioni.

#### Via Serra
Strada di collegamento tra piazza Corvetto e la stazione Brignole (oggi percorribile a senso unico solo in questa direzione), fu aperta a proprie spese nel 1838 dalla famiglia Serra per collegare i palazzi di loro proprietà. Un tempo era denominata "via degli Orfani" perché nella zona sorgeva fin dal 1538 l'"Orfanotrofio S. Giovanni Battista". Nella via, ampliata e migliorata nel 1845, si trovano l'Istituto Nazionale Sordomuti e diversi palazzi signorili.

### Architetture civili

#### Villa Grimaldi-Sauli

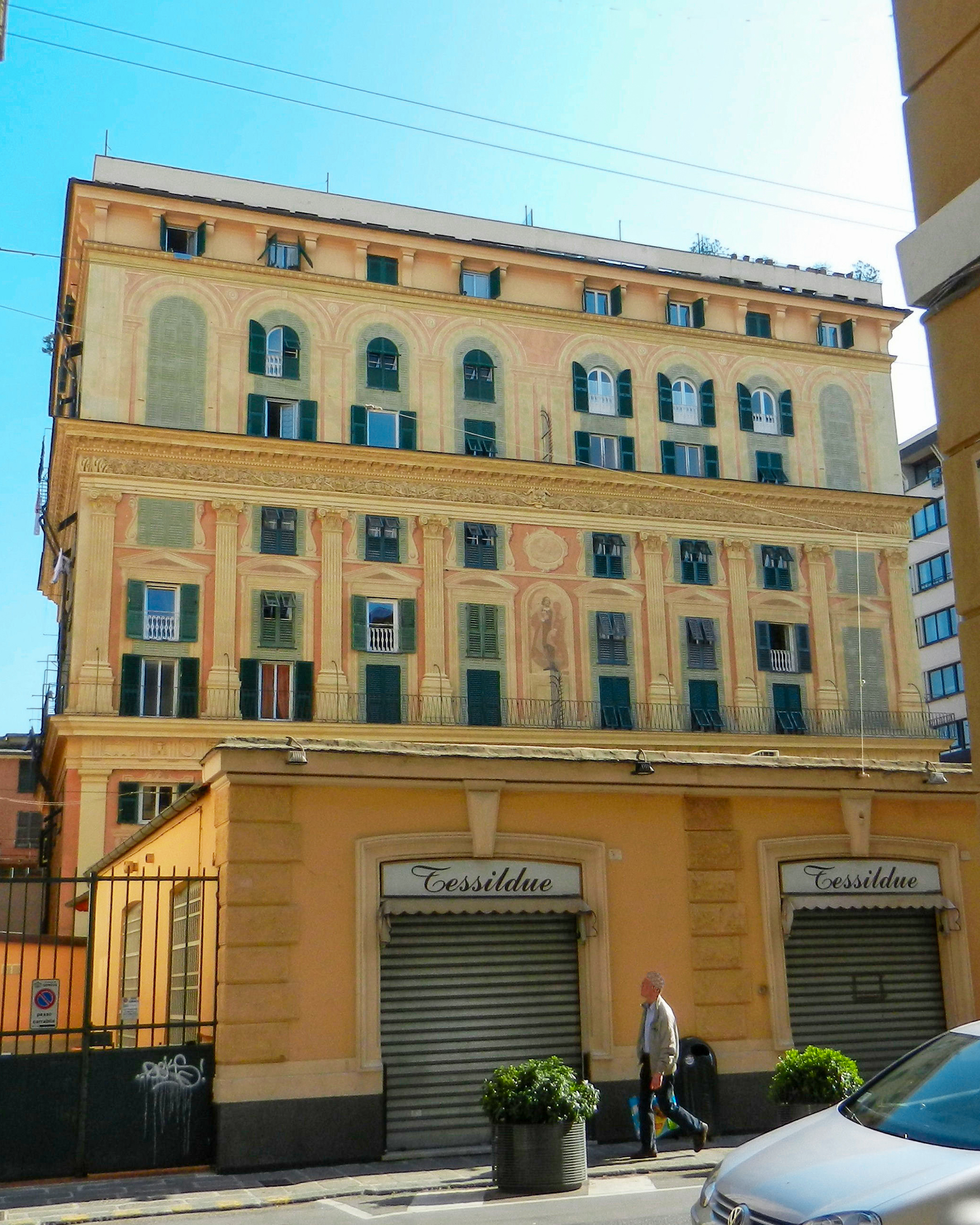
Il palazzo Grimaldi-Sauli nella sua versione moderna

Si trova tra via San Vincenzo e via Colombo, accanto alla Torre San Vincenzo. Costruita tra il 1552 e il 1554 su disegno di Galeazzo Alessi per la famiglia Grimaldi, per l'imponenza delle proporzioni e la ricchezza degli ornamenti, tra i quali affreschi di Luca Cambiaso e Orazio Semino, all'epoca della sua costruzione fu considerata dal Gauthier una delle migliori ville suburbane genovesi, citata anche dal Vasari per i suoi bagni, insolitamente ricchi di ornamenti.

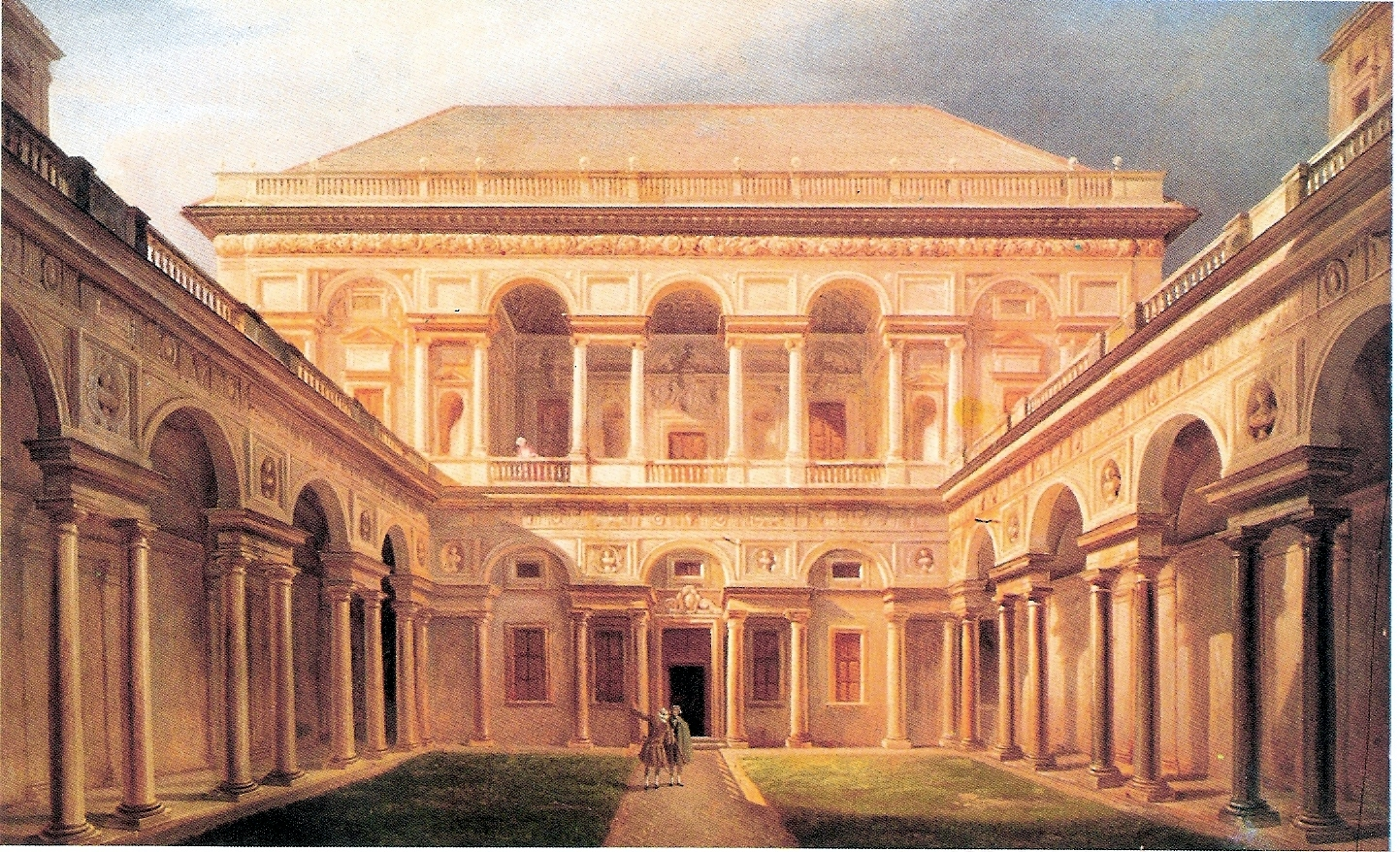
Il palazzo Grimaldi-Sauli in un dipinto ottocentesco di Domenico Cambiaso

Passato dai Grimaldi ai Cybo e infine ai Sauli, a partire dal Settecento visse un graduale periodo di declino: alcuni locali furono dapprima adibiti ad altro uso (produzione della seta, magazzino), poi non si intervenne prontamente al necessario mantenimento delle strutture, e nell'Ottocento fu diviso in appartamenti privati per famiglie bisognose. Il grande giardino retrostante scomparve per lasciar posto all'urbanizzazione della zona. Nel 1897 un progetto per la costruzione di otto caseggiati rischiò di cancellare per sempre quanto restava della storica villa, che fu invece acquistata dal comune di Genova. Fra il 2007 e il 2009 è stata restaurata completamente, riportando alla luce il pregiato stile ottocentesco della villa che, seppur distante dalla sontuosa monumentalità della struttura originaria, è inserita nell'elenco ministeriale dei Beni Culturali e nel Piano Urbanistico Comunale rfa gli elementi di emergenza individuale.

#### Grattacielo Telecom
La Torre San Vincenzo, conosciuta come "Torre Telecom" o anche "Palazzo della SIP", è un grattacielo di Genova che ha ospitato fino agli anni novanta gli uffici della Telecom Italia. Costruito tra il 1966 ed il 1968 su progetto dell'architetto Piero Gambacciani, sorge in via S. Vincenzo all'angolo con via Fiume, di fronte alla Stazione di Genova Brignole.
Dal 2005 ospita la sede genovese di Confindustria, oltre a varie associazioni ed imprese.
Con i suoi 21 piani raggiunge un'altezza di 105 m ed è il terzo edificio più alto di Genova, dopo il Matitone di San Benigno e la Torre Piacentini di piazza Dante.

#### Ponte Monumentale

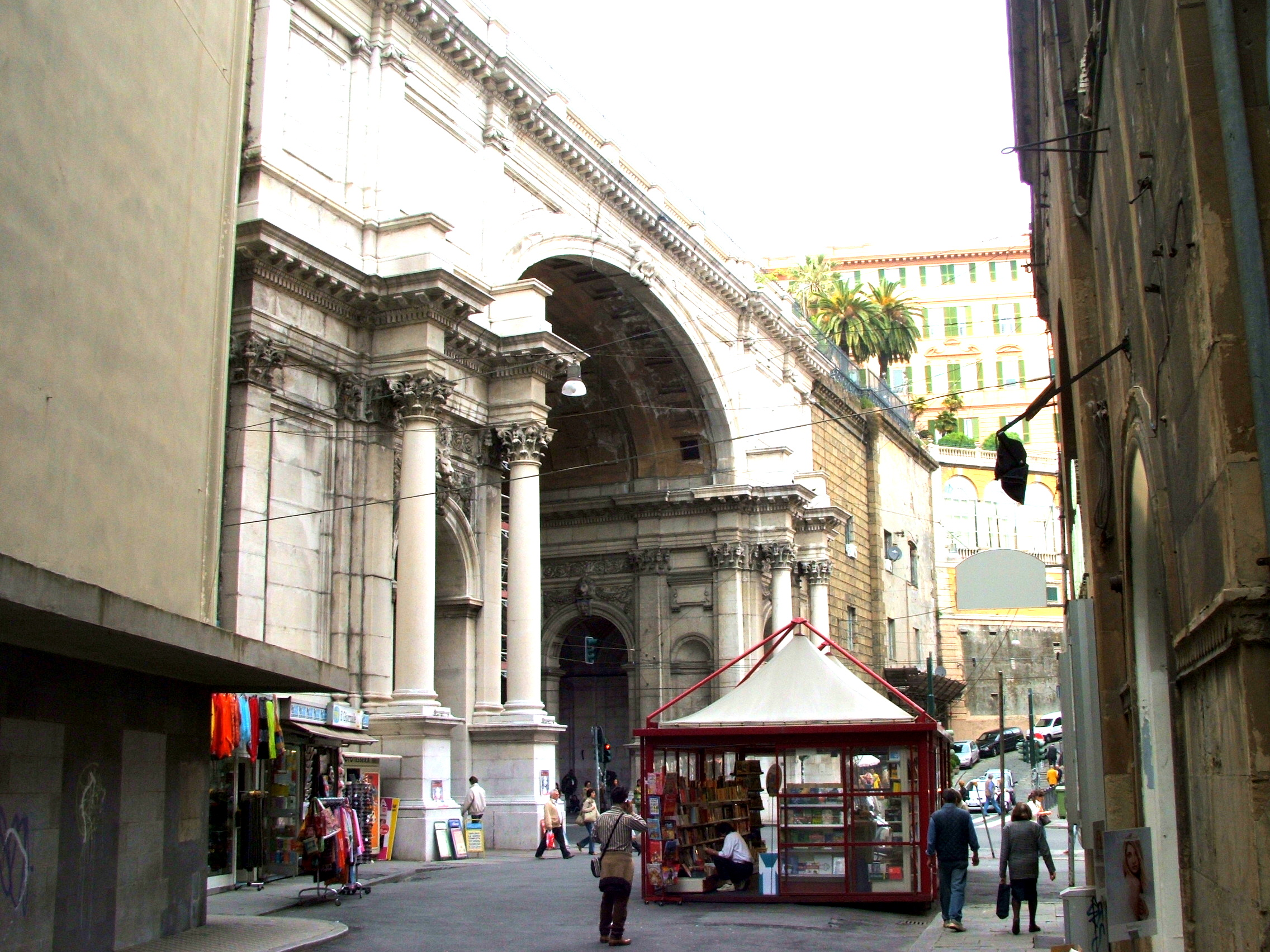
Il Ponte Monumentale

Il Ponte Monumentale, che collega le mura dell'Acquasola con quelle di S. Chiara, fu costruito su progetto di Cesare Gamba e Riccardo Haupt tra il 1893 e il 1895, in sostituzione della porta degli Archi, smontata e ricostruita sulle Mura del Prato. Sul ponte, che scavalca via XX Settembre, passa corso Andrea Podestà, che correndo sui bastioni delle mura cinquecentesche e collega piazza Corvetto con la zona di Carignano. Divenuto uno dei luoghi simbolo della città moderna, divide l'area di Portoria da quella di S. Vincenzo ed offre un'ottima vista sulla sottostante via XX Settembre. Il ponte, alto 21 metri sul livello stradale di via XX Settembre, è costruito in pietra e mattoni, secondo la tipologia delle arcate ferroviarie in uso a quel tempo, ma è stato poi rivestito esternamente in pietra bianca di Mazzano.
Nel 1949 le due arcate laterali, decorate con statue di Nino Servettaz, vennero dedicate ai caduti per la libertà: alcune epigrafi ricordano i nomi dei caduti della Resistenza, l'atto di resa delle truppe tedesche del generale Meinhold al CLN ligure (25 aprile 1945) e il testo della motivazione con cui nel 1947 venne concessa a Genova la medaglia d'oro della Resistenza.

#### Palazzi di via XX Settembre

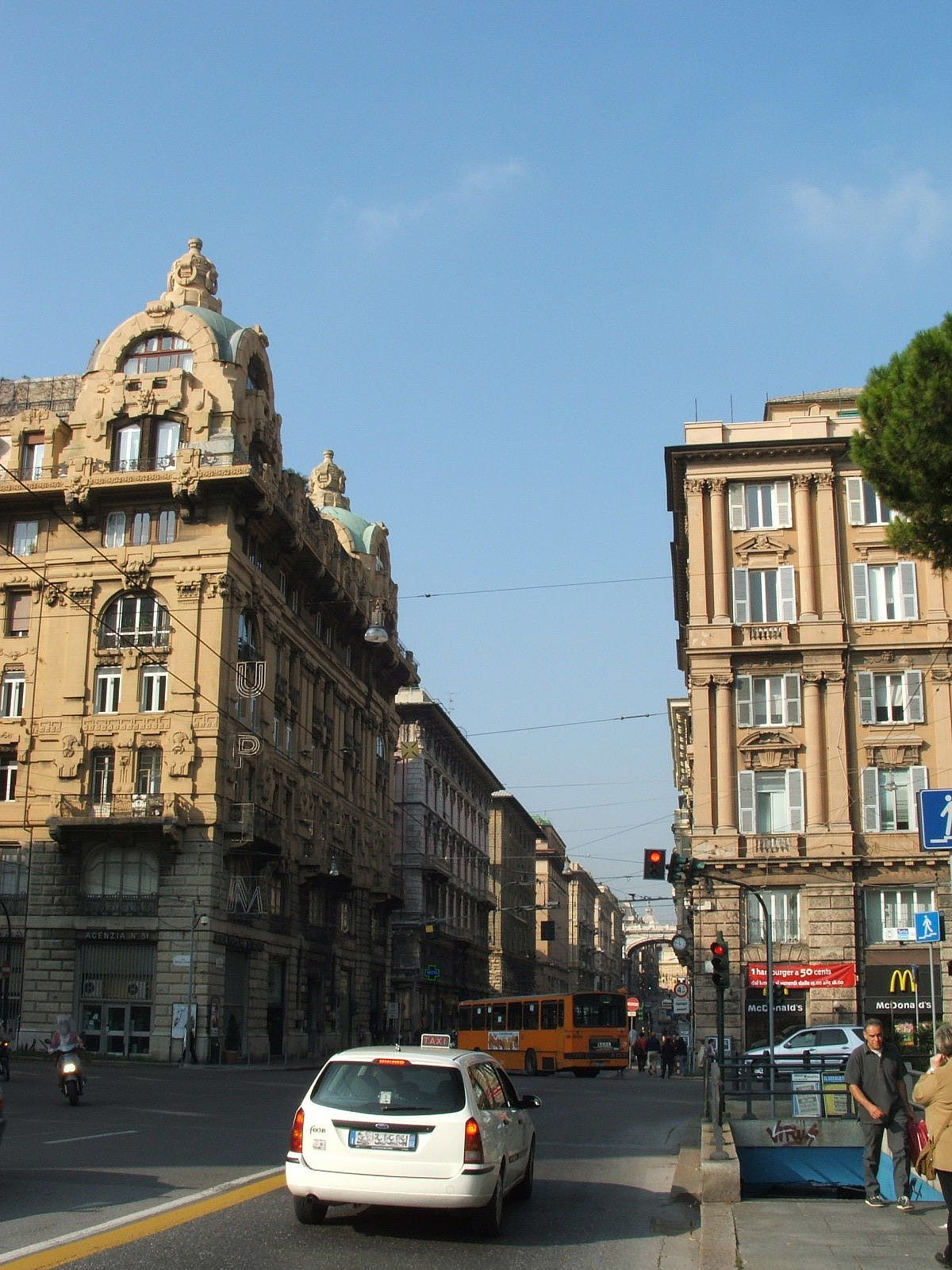
Via XX Settembre da via Cadorna; in primo piano il “Palazzo delle Cupole“

La lunga arteria aperta nell'ultimo scorcio dell'Ottocento è divisa in due dal Ponte Monumentale: gli edifici della parte superiore sono dotati di portici ed architettonicamente più eleganti, mentre nella parte di levante prevalgono strutture in cemento armato, innovative per l'epoca, arricchite dalle decorazioni tipiche del liberty, che caratterizza gran parte delle nuove aree centrali della città, oppure da elementi tradizionali, ispirati all'architettura manierista o al gotico fiorentino. Gli edifici più interessanti sono quelli sul lato sud della strada.
- Palazzo delle Cupole, civ. 2. Situato all'angolo di via Brigata Liguria, lato sud, fu costruito tra il 1905 e il 1909 su disegno di Dario Carbone[36]. Costruito interamente in cemento armato, anche nelle strutture verticali, ha la facciata decorata con motivi tipici dello stile liberty. È caratterizzato da quattro torri angolari, sormontate da cupole.[15][16]
- Palazzo Bianco, civ. 4. Progettato da Cesare Gamba, è ispirato ad uno stile non ben definibile, databile tra il XVI e il XVII secolo.[19]
- Palazzo Boggio-Rosazza, civ. 6. Anche questo realizzato su disegno di Cesare Gamba. Ispirato al fiorentino palazzo Medici Riccardi, ha il basamento rifinito a bugnato.[15][18]
- Palazzo Zuccarino, civ. 10- 12. Disegnato nel 1901 da Federico Cuneo, fu costruito sull'area in cui sorgeva la chiesa di S. Maria della Pace. Ha la forma di una "E" rovesciata, con due cortili interni aperti sul retro.[16] Anche in questo caso lo stile appare come una contaminazione tra romanico-gotico e manierismo cinquecentesco.[19]
- Palazzo Zuccarino di via Maragliano, civ. 2. Adiacente al precedente, è opera di Gino Coppedè. Ricco fino all'esasperazione dei più classici elementi decorativi tipici del celebre architetto fiorentino, è considerato tra i migliori edifici Liberty nella zona.[15][16][35]
- Palazzo dei Giganti, civ. 14. In stile Liberty, costruito nel 1906, si trova di fronte alla chiesa della Consolazione. La facciata, tripartita alla base da quattro pilastri a bugnato, è ornata da quattro coppie di telamoni in cemento, opera di Michele Sansebastiano, che sostengono quattro gruppi di colonne binate. Il palazzo ha ospitato, prima del suo trasferimento nell'area della Darsena, la sede genovese del Bureau Veritas, uno delle più antiche agenzie di classificazione navale, presente a Genova dal 1848.[15][18]
- Palazzo ai civ. 16-18. Adiacente al Ponte Monumentale, fu progettato da Adolfo Bisso nel 1898. Ha forma irregolare per seguire l'andamento dello slargo davanti al Ponte Monumentale. Attraverso il palazzo si accede all'antico teatro Margherita, oggi occupato da attività commerciali. Il vano di accesso al teatro divide l'immobile in due distinte ali, che si differenziano anche per le decorazioni della facciata: il lato di levante ha decorazioni ispirate al manierismo cinquecentesco, quello a ponente è in stile “neoromantico“, con coronamento ad archetti pensili.[16][19]
- Palazzo Maineri, civ. 23. L'edificio più significativo sul lato nord della via sorge anch'esso nei pressi del Ponte Monumentale, all'angolo con S. Vincenzo. Fu costruito tra il 1909 e il 1913 su disegno di Gino Coppedè. Per la sua posizione l'edificio ha pianta irregolare; la facciata, pur nella ricchezza di elementi decorativi in stile Liberty, vagamente ispirati a motivi egizi e cino-giapponesi, si presenta più sobria rispetto agli altri edifici disegnati dall'architetto fiorentino.[15][16][35]

#### Villa Serra
Altro edificio che resta a testimonianza dei tempi in cui la zona fu residenza di villeggiatura dei patrizi genovesi è la villa Serra, nei pressi dell'omonima via, che oggi vediamo nel suo rifacimento ottocentesco (1836-1850), voluto dal marchese Giovanni Carlo Serra. Tra la fine dell'Ottocento e gli anni venti del Novecento la villa ha ospitato il lussuoso “Hotel Du Parc“, in cui soggiornò anche Gabriele D'Annunzio. Nuovamente ristrutturato, l'edificio ha ospitato dal 1959, fino alla chiusura nel 1974, la sede del quotidiano cattolico Il Cittadino. Nell'edificio, attualmente di proprietà dell'arcidiocesi di Genova, hanno sede il periodico diocesano "Il Settimanale Cattolico", gli uffici dell'"Apostolato liturgico" e vari enti laici e religiosi. Il palazzo era noto soprattutto per il suo vasto parco, oggi molto ridimensionato e sulla cui area oggi sorgono il liceo Cassini, un parcheggio e i campi del Tennis Club Genova.

#### Fontana di piazza Colombo
Al centro di piazza Colombo si trova la fontana seicentesca del "Genio Marino", qui trasportata dal Ponte Reale. Il "barchile" barocco, realizzato nel 1643 da G. B. Orsolino su disegno di Ottavio e Pietro Antonio Corradi per incarico dei protettori del Banco di San Giorgio, aveva la funzione di rifornire d'acqua le navi in porto.
Inaugurato nel 1646, fu successivamente abbellito con la statua di Jacopo Garvo, raffigurante una Fama alata che suona un nicchio marino. La statua si innalza al centro di una grossa coppa di marmo sostenuta da quattro cariatidi.
Il monumento nel 1861 fu trasferito con delibera municipale in piazza Colombo, con funzione di abbeveratoio per le bestie da soma dei venditori di frutta e verdura e per i cavalli dei tram in servizio per la Val Bisagno.

#### Museo Civico di Storia Naturale "G. Doria"
Il palazzo in cui ha sede il museo (Via Brigata Liguria, 9) fu costruito tra il 1905 e il 912 su progetto di Clodoveo Cordoni. Le ricche collezioni del museo, fondato dal marchese Giacomo Doria nel 1867, furono qui trasferite dalla originaria sede nella Villetta Di Negro. L'edificio si sviluppa su due piani e comprende 23 sale, in cui sono esposte le raccolte zoologiche, ampliate nel tempo a partire da quelle donate al museo dallo stesso fondatore, che le aveva riportate dai suoi viaggi.
Tra i reperti più interessanti, lo scheletro fossile di un Elephas antiquus, il più grande elefante vissuto nelle foreste europee, rinvenuto nel 1941 nei pressi di Viterbo e quello di una balenottera comune (Balaenoptera physalus) lunga quasi 20 metri, arenatasi nel 1878 sulla spiaggia di Monterosso al Mare.
Oltre alle collezioni zoologiche e paleontologiche è esposta anche una ricca collezione di minerali. Il museo conserva anche una biblioteca specializzata, nata con la donazione dei libri di Giacomo Doria. 
Dal 1922 ha sede presso il museo la Società Entomologica Italiana.

#### Teatro della Gioventù
Il Teatro della Gioventù, oggi di proprietà della Regione Liguria, si trova in via Cesarea.
Costruito nel 1930 su progetto di Giuseppe Crosa di Vergagni, come sede dell'Opera Nazionale Balilla, dopo anni di degrado è stato completamente rinnovato nel 2004 e trasformato in una sala multifunzionale attrezzata con moderne tecnologie che ne garantiscono la fruizione anche ai non udenti. È utilizzato per spettacoli di prosa, concerti rock e jazz ed altre manifestazioni teatrali e musicali.

#### Teatro Margherita
Il Teatro Margherita, costruito originariamente nel 1854 su disegno dell'architetto Orsolini, e inaugurato nel 1855. Descritto come "magnifico" già nella sua prima edificazione, si trovava appena fuori dalla Porta degli Archi, nei pressi dell'attuale Ponte Monumentale. Chiamato in origine "Teatro Andrea Doria", capace di duemila spettatori, nell'ultimo decennio dell'Ottocento fu ribattezzato "Politeama Regina Margherita", in onore della consorte del re Umberto I. Il teatro, a cui si accedeva da via XX Settembre attraverso un portale aperto al civ. 18 della via, fu rimodernato nel 1938; distrutto da un bombardamento nel 1943, fu ricostruito tra il 1954 e il 1957. Inaugurato nuovamente nel 1957, era destinato alla prosa e alla rivista ma in attesa della ricostruzione del Teatro Carlo Felice, anch'esso distrutto dai bombardamenti della seconda guerra mondiale, per trent'anni ospitò anche i concerti e gli spettacoli lirici del Teatro Comunale dell'Opera.
Nel 1991, con l'inaugurazione del ricostruito Teatro Carlo Felice, e venuta quindi meno la stagione della lirica, il teatro ospitò soprattutto spettacoli di prosa, commedie, teatro moderno e concerti. Continuò le rappresentazioni fino alla metà del 1993, quando la proprietà decise di vendere la struttura. L'ultima rappresentazione fu Pop a rebelot di Paolo Rossi, spettacolo messo in scena appositamente "ad oltranza", per tentare di salvare le sorti del teatro, con Enzo Jannacci e Dario Vergassola. Tramontata fra le polemiche l'ipotesi di una ristrutturazione, la struttura fu modificata e adattata per ospitare un centro commerciale della catena Coin, inaugurato nel 1998.

#### Mercato Orientale

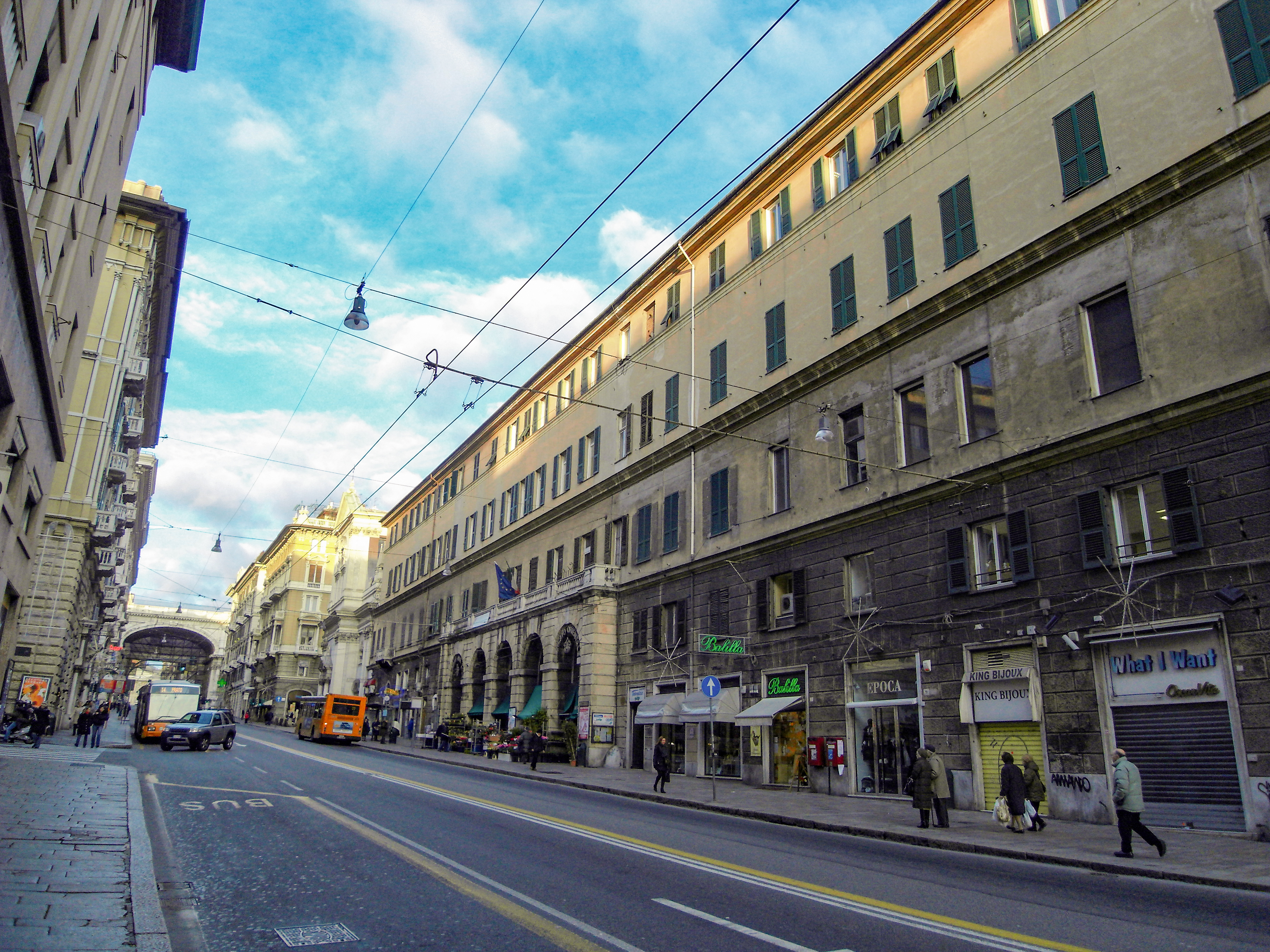
L'edificio del Mercato Orientale dal lato di via XX Settembre

Il "Mercato Orientale", che prende il nome dalla sua posizione, a levante della città, anche se oggi si trova in pieno centro cittadino, si trova tra via XX Settembre, via Galata e via Colombo, con accessi da tutte queste strade.
Progettato dagli ingegneri comunali Verroggio, Bisagno e Cordoni per dare una sede stabile al mercato dei prodotti agricoli che arrivavano dalla Val Bisagno, che fino ad allora si teneva in Piazza De Ferrari, fu inaugurato nel 1899.
Il mercato occupa l'area del chiostro del convento degli Agostiniani annesso alla chiesa della Consolazione.
L'edificio comprende un piano sotterraneo suddiviso in 42 magazzini ed un pianterreno formato da un porticato perimetrale colonnato che si sviluppa per circa 360 metri. Inizialmente all'aperto, il mercato è stato successivamente coperto da lucernai per aumentare lo spazio interno disponibile. La costruzione, la prima in cemento armato realizzata a Genova, occupa una superficie di 5500 metri quadrati. Le decorazioni interne sono in marmo bianco, mentre l'originale pavimento in pietra è oggi parzialmente coperto da cemento. L'ala dell'edificio prospettante su via XX Settembre ha ospitato per anni gli uffici finanziari, dal 1931 trasferiti nella nuova sede di via Fiume.

#### Istituto Nazionale Sordomuti
Il complesso che ospita l'Istituto Nazionale Sordomuti (oggi Fondazione Assarotti) si trova nella parte a monte del quartiere, all'angolo tra via Serra e salita S. Bartolomeo degli Armeni, a poca distanza da piazza Corvetto.
L'istituto fu fondato all'inizio dell'Ottocento da padre Ottavio Assarotti (1753-1829), dell'ordine degli Scolopi. Il religioso, rimasto colpito da un giovane sordomuto, che nonostante la sua menomazione e la mancanza di istruzione mostrava una vivace intelligenza, volle insegnargli a comunicare con l'ausilio di gesti ed in seguito anche con la scrittura. In poco tempo, egli accolse altri cinque sordomuti, aprendo così a Genova, nel 1802, la prima scuola dedicata a loro, la terza in Italia dopo quelle di Roma e di Napoli. L'istituto nel 1805 ottenne, grazie ad un decreto dell'imperatore Napoleone Bonaparte, il riconoscimento pubblico e nel 1811 gli fu assegnata una sede nell'ex monastero delle suore Brigidine che, ristrutturato da Gaetano Cantone, iniziò a funzionare nel dicembre dell'anno seguente. In questa sede furono installati laboratori e officine per insegnare ai giovani sordomuti i mestieri allora più richiesti:calzolai, fabbri e falegnami per i maschi, sarte e ricamatrici per le femmine.
L'istituto era all'epoca all'avanguardia e numerosi studiosi venivano da tutta Italia per apprendere i metodi di insegnamento dell'Assarotti. L'attività didattica proseguì anche dopo la morte del fondatore con i suoi successori, seguendo l'evoluzione delle metodologie di insegnamento.
Nel 1927, l'istituto ottenne il riconoscimento di scuola pubblica statale, con nuovi programmi didattici. Il complesso fu gravemente danneggiato durante la seconda guerra mondiale e ricostruito nel 1946. Nel 2003 lo storico istituto ha cambiato il proprio stato giuridico e la denominazione in "Fondazione Padre Assarotti - Istituto Sordomuti ONLUS Genova".
Il complesso comprende anche la chiesa di Nostra Signora della Misericordia, costruita insieme al monastero nel 1667. L'interno, a navata unica, è privo di decorazioni. L'opera più significativa che vi si trova è la pala della “Madonna con san Lorenzo e san Giovannino”, dipinta da Bernardo Strozzi nel 1629, poco prima del suo trasferimento a Venezia. Sull'altare maggiore una macchina barocca raffigurante la Madonna della Misericordia che appare al beato Botta. Nel presbiterio, in un'urna cinquecentesca, opera di Taddeo Carlone, riposano i resti di padre Assarotti.

### Architetture religiose
Nel corso dell'Ottocento, l'attuazione del piano di ampliamento della città verso levante determinò la scomparsa di due storici complessi conventuali: quello di S. Maria della Pace e quello di N.S. del Rifugio.
- 'Chiesa e convento di N.S. della Pace

- Conservatorio di Nostra Signora del Rifugio. Il complesso di N.S. del Rifugio, con l'annessa chiesa, sorgeva nell'attuale Piazza Brignole. Comprendeva il convento delle Suore di Nostra Signora del Rifugio in Monte Calvario, note come Brignoline, e il "Conservatorio delle figlie di N.S. del Rifugio", in cui venivano ospitate e formate giovani di famiglie disagiate. Il complesso fu costruito nel 1650 per volere di Emanuele Brignole (fondatore dell'Albergo dei Poveri), per dare una sede definitiva all'istituto fondato da Virginia Centurione Bracelli, già dal 1631 presente nella zona in un immobile in affitto. Dal nome del loro benefattore, che finanziò personalmente la maggior parte della spesa, le suore furono chiamate "Brignoline".[14][51] Nel 1868 le suore dovettero abbandonare il complesso, demolito per la costruzione della stazione ferroviaria di Brignole e si trasferirono nell'attuale sede di Marassi.[7] Nel 2009, durante i lavori per la costruzione della stazione della metropolitana di Brignole sono emerse le fondamenta dell'edificio, al di sotto delle quali sono stati trovati reperti archeologici risalenti al neolitico.[4]

#### Chiesa di N.S. della Consolazione e S. Vincenzo

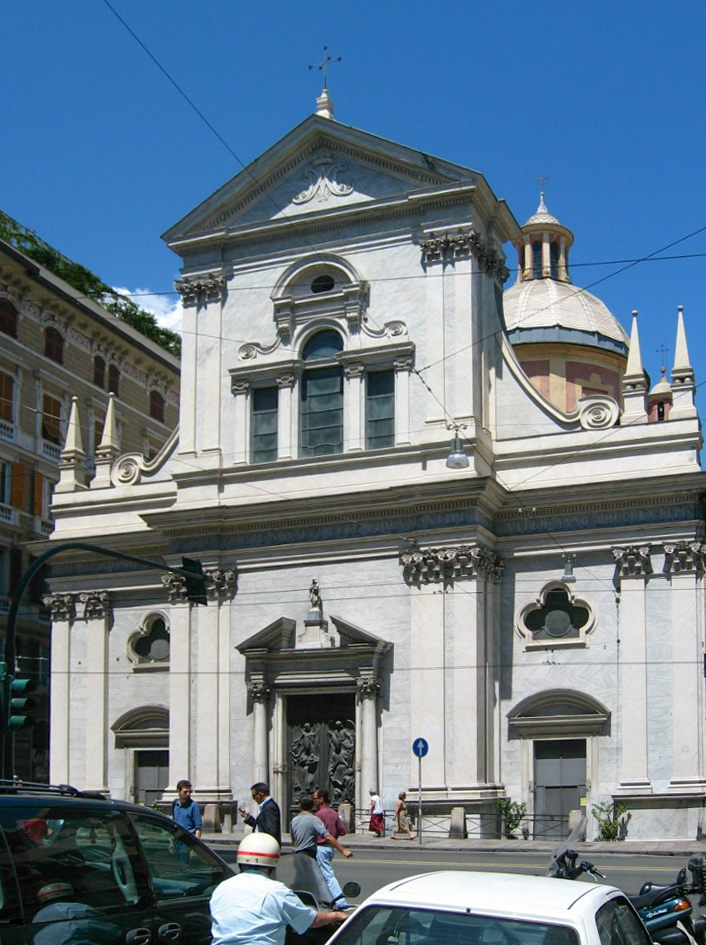
La chiesa della Consolazione

La “chiesa di Nostra Signora della Consolazione e San Vincenzo martire“, nota semplicemente come “chiesa della Consolazione“ o anche come “chiesa di Santa Rita“ si trova in via XX Settembre. La sua parrocchia è sede del vicariato Carignano-Foce dell'Arcidiocesi di Genova.
La chiesa fu costruita tra il 1681 e il 1706 dagli Agostiniani, che avevano dovuto abbandonare il precedente complesso conventuale che sorgeva dal 1475 sul colle dello Zerbino, demolito nel 1681 per la sua vicinanza con le mura Nuove, erette nel 1632. Furono anche iniziati lavori per costruire un grande chiostro, mai completato, che verso la fine del XIX secolo sarebbe divenuto sede del Mercato Orientale.
La nuova chiesa fu aperta al culto già dal 1693, nel 1769 fu costruita la cupola, su progetto di Simone Cantoni e solo nel 1864 fu completata la facciata, ad opera di Carlo Biale.
Per le leggi di soppressione napoleoniche gli Agostiniani dovettero abbandonare il convento nel 1810. Nel 1813 la chiesa divenne parrocchiale, aggiungendo al proprio titolo anche quello della dismessa chiesa di San Vincenzo. Gli agostiniani, che tuttora reggono la parrocchia, vi fecero ritorno nel 1816.
Dal ritorno degli Agostiniani, per tutto l'Ottocento, vari artisti contribuirono a completare la decorazione della chiesa, consacrata nel 1875 dall'arcivescovo di Pisa Paolo Micallef.
La chiesa ha tre navate, separate da pilastri quadrangolari, con varie cappelle laterali. Le volte delle navate, della cupola e del presbiterio sono state interamente affrescate nell'Ottocento. La chiesa conserva numerose opere d'arte di epoche che spaziano dal XV al XIX secolo ed un pregevole organo ottocentesco. Nel refettorio dell'annesso convento è conservata una notevole raccolta di quadri.

#### Chiesa dei Santi Pietro e Paolo
La chiesa dei Santi Pietro e Paolo sorge a monte della stazione Brignole, in salita delle Fieschine, sull'altura di Montesano. La sua parrocchia fa parte del vicariato Carignano-Foce dell'Arcidiocesi di Genova.
Fu costruita nel 1874 su disegno di Giovanni Novella come cappella della nuova sede del convitto ecclesiastico, inaugurata due anni prima sulla collina di Montesano. Consacrata il 21 giugno 1874 dall'arcivescovo Salvatore Magnasco, fu eretta in vicaria autonoma nel 1961 e in parrocchia nel 1968, con decreti del cardinale Siri.
La chiesa, di modeste dimensioni, ha forma rotonda ed è sovrastata da una cupola; conserva alcune opere di pittori del primo Novecento e una statua della Madonna della Guardia di Antonio Canepa.
Il convitto ecclesiastico di Genova, che ospita preti anziani e malati, tuttora esistente nell'edificio adiacente alla chiesa, fu istituito nel 1841 per iniziativa dell'arcivescovo Placido Maria Tadini e di altri esponenti del clero genovese, membri della congregazione dei "Preti secolari dei Santi Pietro e Paolo". Ebbe varie sedi provvisorie finché nel 1848 fu ospitato all'interno del convento delle Brignoline; fu infine trasferito nell'attuale sede dopo la demolizione del convento nel 1868.

#### Ex chiesa di Santo Spirito
La chiesa di Santo Spirito, ora soppressa, le cui prime notizie documentate risalgono al 1157, si affaccia su via San Vincenzo. Passò successivamente (non è noto in quale epoca) alle monache clarisse, che innalzarono nei pressi un monastero, alle quali nel 1579 subentrarono i Padri Somaschi che la tennero sino alla chiusura, dovuta alle leggi di soppressione emanate nel periodo napoleonico (1798). Nel convento di S. Spirito visse per alcuni anni il religioso e letterato Bernardo Laviosa (1736-1810).

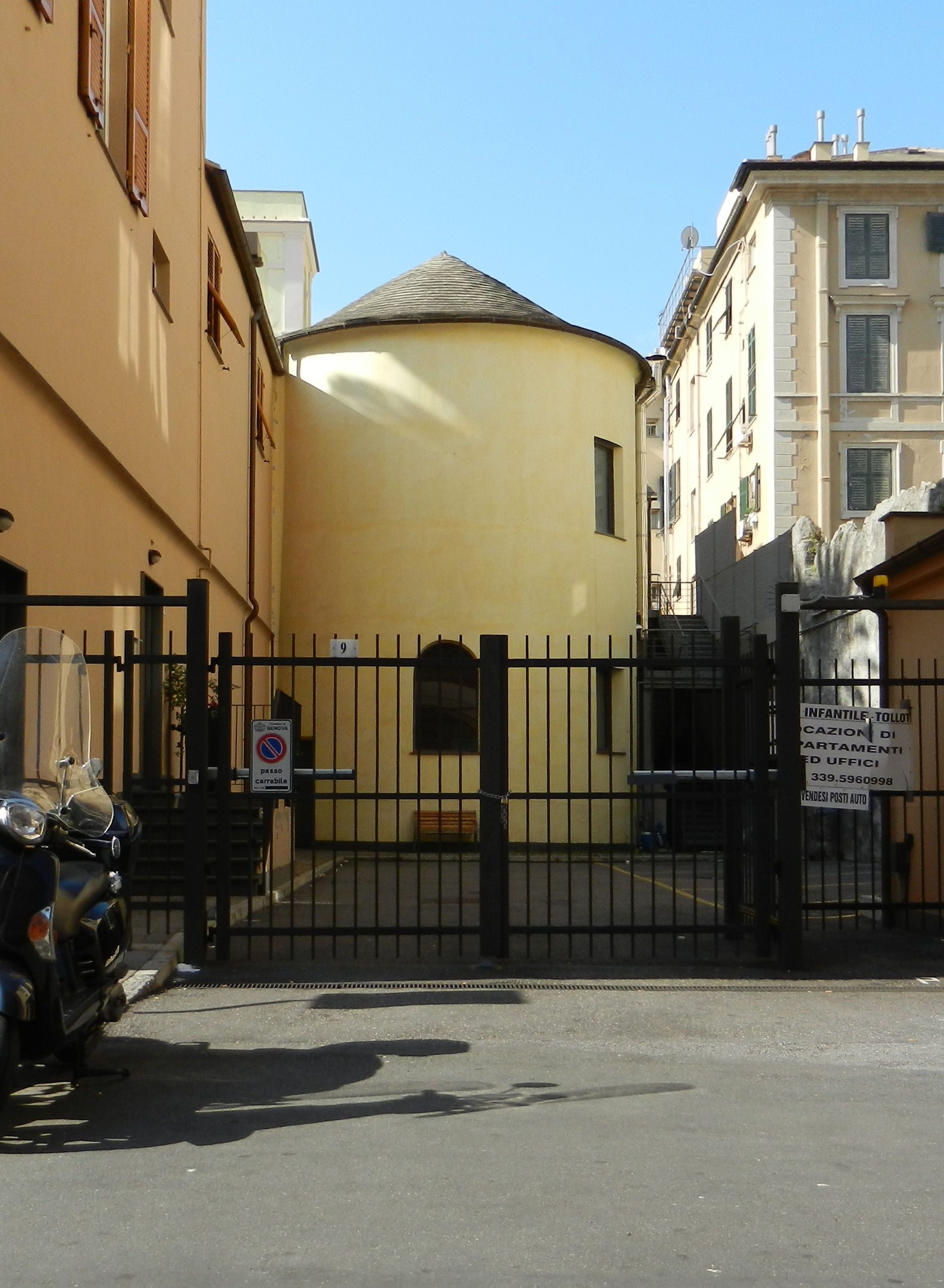
L'ex chiesa di Santo Spirito, vista da via Tollot

Nel 1771 in alcuni locali attigui al convento la nobildonna Argentina Imperiale aveva fondato la “Casa delle Addolorate“, in cui erano ospitate ex prostitute che intendevano cambiare vita.
Dopo la soppressione del convento l'edificio, oggi corrispondente al civico n. 53 di via San Vincenzo, mutò varie destinazioni d'uso: divenne prima Scuola di Carità, destinata all'istruzione dei fanciulli del quartiere, poi sede di istituti scolastici e più recentemente sede di varie attività commerciali.
La chiesa ha una modesta facciata, stretta tra le case di via S. Vincenzo, con un piccolo sagrato chiuso da una cancellata. In una nicchia sulla sinistra è collocata una statua in marmo raffigurante la Madonna di Loreto, datata 1730. Dalla retrostante via Tollot è più evidente la tipica struttura di un edificio religioso, con l'abside semicircolare e il campanile mozzato.
L'interno, a navata unica, aveva sei cappelle laterali e altre due nel presbiterio.
Una delle cappelle, dedicata a San Giovanni Battista, fu fatta costruire dal doge Agostino Pinelli. Al suo interno restano, nonostante l'aula sia stata soppalcata, alcuni bassorilievi marmorei delle cappelle e alcuni affreschi nella sacrestia. Dopo la soppressione, molte opere d'arte che vi erano conservate andarono disperse. Nel 1856, quando già la chiesa era chiusa da tempo, l'altare, le statue e i marmi furono trasferiti nella chiesa di N.S. della Neve di Bolzaneto, dove sono tuttora visibili.

#### Ex chiesa di San Vincenzo

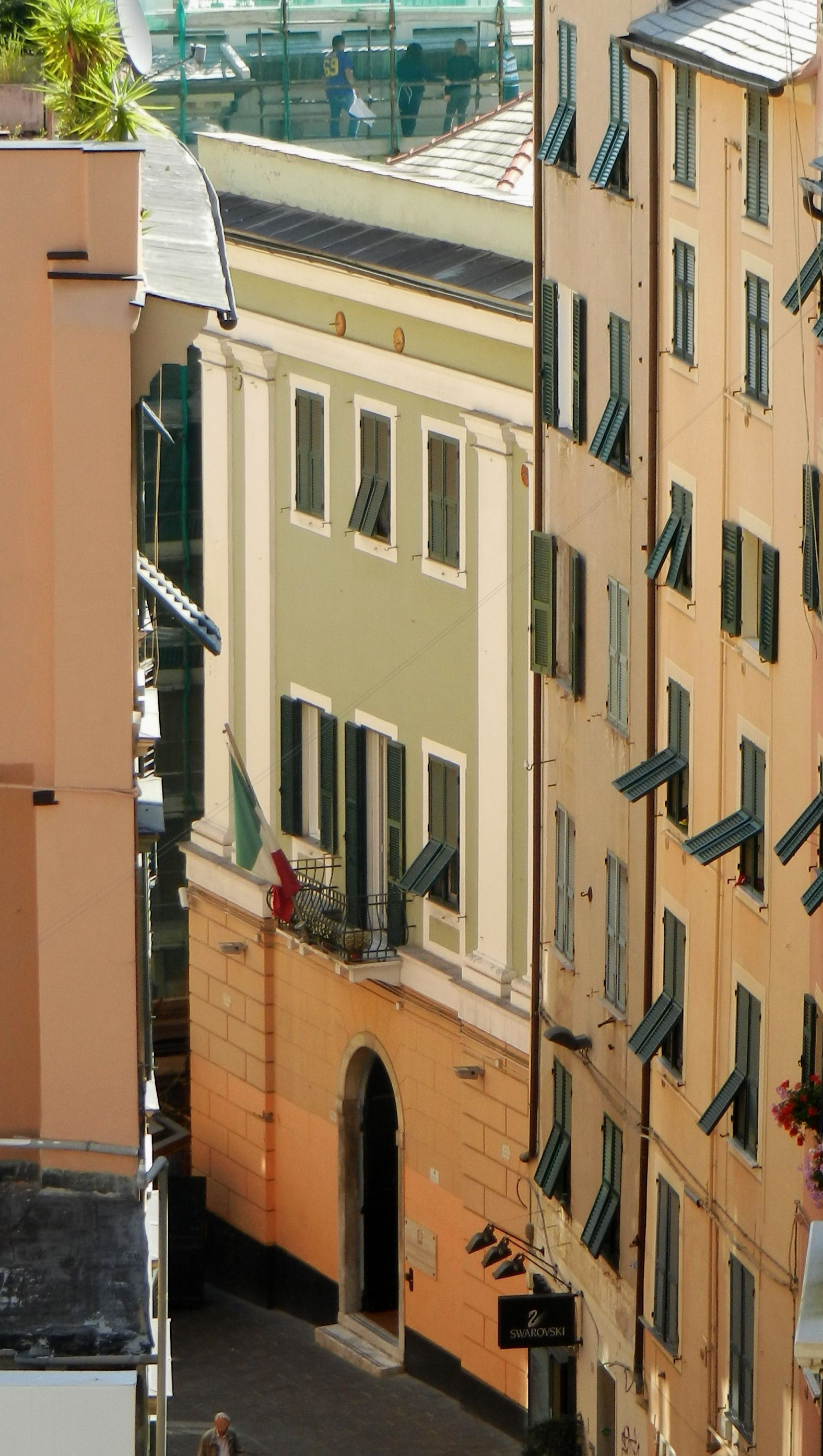
L'ex chiesa di San Vincenzo, vista dal Ponte Monumentale

La chiesa di San Vincenzo, situata nell'omonima via ed anch'essa chiusa al culto nell'Ottocento, è citata per la prima volta in un documento del 1059. Fu completamente riedificata all'inizio del Settecento, poiché l'originaria chiesa medioevale era divenuta insufficiente per la popolazione del borgo; un secolo più tardi, per l'ulteriore incremento degli abitanti, anche la nuova chiesa divenne inadeguata, perciò nel 1813 l'arcivescovo Giuseppe Spina trasferì il titolo parrocchiale alla vicina chiesa della Consolazione.
La chiesa, a navata unica e cinque altari, conservava numerose opere d'arte di artisti genovesi del Seicento e del Settecento, tra i quali Agostino Ratti, che vi fu anche sepolto. Dopo la chiusura al culto la maggior parte delle opere d'arte è stata trasferita alla chiesa della Consolazione.
L'edificio, dopo la dismissione, fu ceduto al demanio pubblico; profondamente rimaneggiato dall'architetto Giovan Battista Resasco, che lo rimodellò in stile neoclassico, divenne sede prima degli uffici del Genio militare e poi del Tribunale militare. Attualmente ospita il "Circolo Ufficiali dell'Esercito".

#### Oratorio delle Anime e della Cintura
Adiacente alla ex chiesa di S. Vincenzo, affacciato su una piazzetta a cui si accede da uno stretto vicolo accanto alla chiesa, chiuso da un cancelletto, si trova l'"Oratorio delle Anime del Purgatorio e della Madonna della Cintura".
L'edificio fu costruito nel 1625 dalla confraternita del Rosario sui presunti resti dell'oratorio "ad sanctos peregrinos", menzionato dal Giustiniani. Passò poi alla confraternita delle Anime del Purgatorio, fondata nel 1767. Alla fine dell'Ottocento vi confluì la confraternita della Cintura, il cui oratorio, che sorgeva nei pressi della chiesa della Consolazione, era destinato alla demolizione per l'apertura di via XX Settembre. Dall'unione di queste due antiche confraternite, entrambe di derivazione agostiniana, nacque l'attuale "confraternita delle Anime del Purgatorio e della Madonna della Cintura"
Il culto alla Madonna della Cintura è una devozione agostiniana, fondata su una tradizione secondo la quale la Madonna avrebbe offerto a santa Monica, e per suo tramite al figlio Agostino, la propria cintura, come segno di conversione e unione con Dio, chiedendo ai due santi di legare con la stessa altre anime a Dio. Gli Agostiniani favorirono la nascita di confraternite con questo titolo: la prima, nel 1486, fu quella istituita presso la chiesa di Sant'Agostino in Sarzano, quindi, verso la fine del Cinquecento, anche in quella della Consolazione in Artoria, che nel Settecento fu trasferita presso l'attuale chiesa.
L'oratorio, esternamente molto semplice, è decorato all'interno con affreschi in pieno stile barocchetto genovese. Vi sono conservati alcuni dipinti del Seicento, ma l'opera più significativa è la statua lignea della “Madonna della Cintura”, opera di Giambattista Bissoni (1640 circa), già nella chiesa di S. Agostino in Sarzano, acquistata dalla confraternita nel 1834. Nei locali della sacrestia è conservata la dotazione della confraternita, comprendente i bastoni processionali, i crocchi per il trasporto dei crocifissi, le cappe e le mantelline indossate dai confratelli durante cerimonie e processioni.

#### Monastero dei santi Giacomo e Filippo
Il complesso monastico, che si trova nelle vicinanze di via Assarotti, fu fondato nel 1266 (1253 secondo l'Accinelli) da un gruppo di monache domenicane sul sito di una primitiva chiesa dedicata a San Pellegrino, che era stata edificata nel 1224 da un certo Giovanni da Promontorio. Fu fiorente fino al XV secolo, quando subì un lento declino a causa del comportamento delle monache, che aveva provocato diversi interventi delle autorità religiose del tempo. Tra il XVI e il XVIII secolo si ebbe un rifiorire della comunità, che visse momenti di grande floridezza, evidenziati da nuove decorazioni e continue migliorie a edifici e arredi. Rimasto indenne dalle leggi di soppressione napoleoniche, anche se vi confluirono religiose di altri ordini soppressi, il complesso fu parzialmente espropriato dal governo sabaudo nel 1851 ed alcuni edifici furono demoliti per l'apertura di via Assarotti. Nel 1859 le religiose abbandonarono il convento, trasformato in edificio scolastico, mentre la chiesa divenne sede della Corte d'assise. Il complesso fu gravemente danneggiato dai bombardamenti durante la seconda guerra mondiale. Una targa nella sala capitolare ricorda che il papa Pio VII nel 1815 celebrò una messa nella chiesa interna al convento. Il complesso è stato completamente ristrutturato tra il 2010 e il 2015 e destinato ad uso di uffici e abitazioni.

### Architetture militari
Il quartiere, come già accennato, un tempo esterno alle mura del Cinquecento, è stato poi incluso seicentesche "Mura Nuove". Quanto resta delle due cerchie murarie delimita l'attuale quartiere.
(Goffredo Casalis, "Dizionario geografico, storico, statistico e commerciale degli stati di S.M. il Re di Sardegna", 1840)

#### Mura del Cinquecento
Un tratto delle mura cinquecentesche, dal bastione dell'Acquasola fino alle mura delle Cappuccine, passando per le Mura di S. Chiara e le Mura del Prato, delimita l'area di S. Vincenzo da quelle di Portoria e Carignano. Queste mura sono ancora ben conservate: sopra di esse corre l'attuale corso A. Podestà, che scavalca via XX Settembre passando sul Ponte Monumentale. In queste mura erano aperte le porte dell'Acquasola (scomparsa con la realizzazione di piazza Corvetto), di Portoria (detta anche dell'Olivella o di S. Caterina), ancora esistente, che collegava il borgo di S. Vincenzo, attraverso la salita della Tosse, con il centro di Piccapietra, nei pressi dell'antico Ospedale di Pammatone, e infine la principale, la porta degli Archi o di S. Stefano, che sorgeva dov'è oggi il Ponte Monumentale.

##### Porta degli Archi
Realizzata nel 1539 su progetto di Giovanni Maria Olgiati, era decorata sul lato esterno con colonne doriche in travertino e sormontata da una statua di Santo Stefano, realizzata da Taddeo Carlone. Nel 1896, in seguito alla realizzazione di via XX Settembre e della costruzione del Ponte Monumentale fu smontata e ricostruita presso le Mura del Prato, in via R.Banderali, nei pressi del liceo D'Oria. Una targa ricorda il trasferimento della porta.

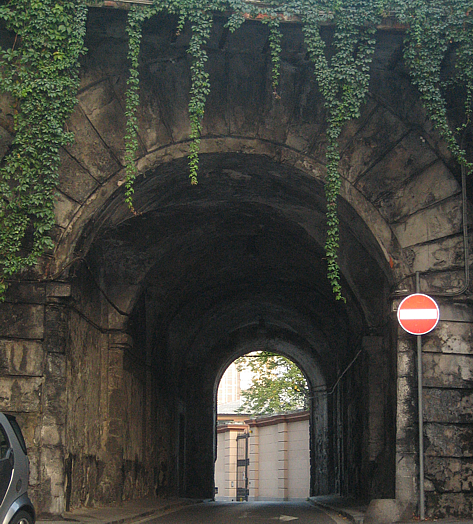
Porta di S. Caterina
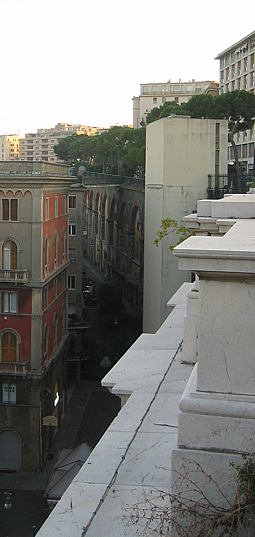
Mura di Santa Chiara, nei pressi del Ponte Monumentale
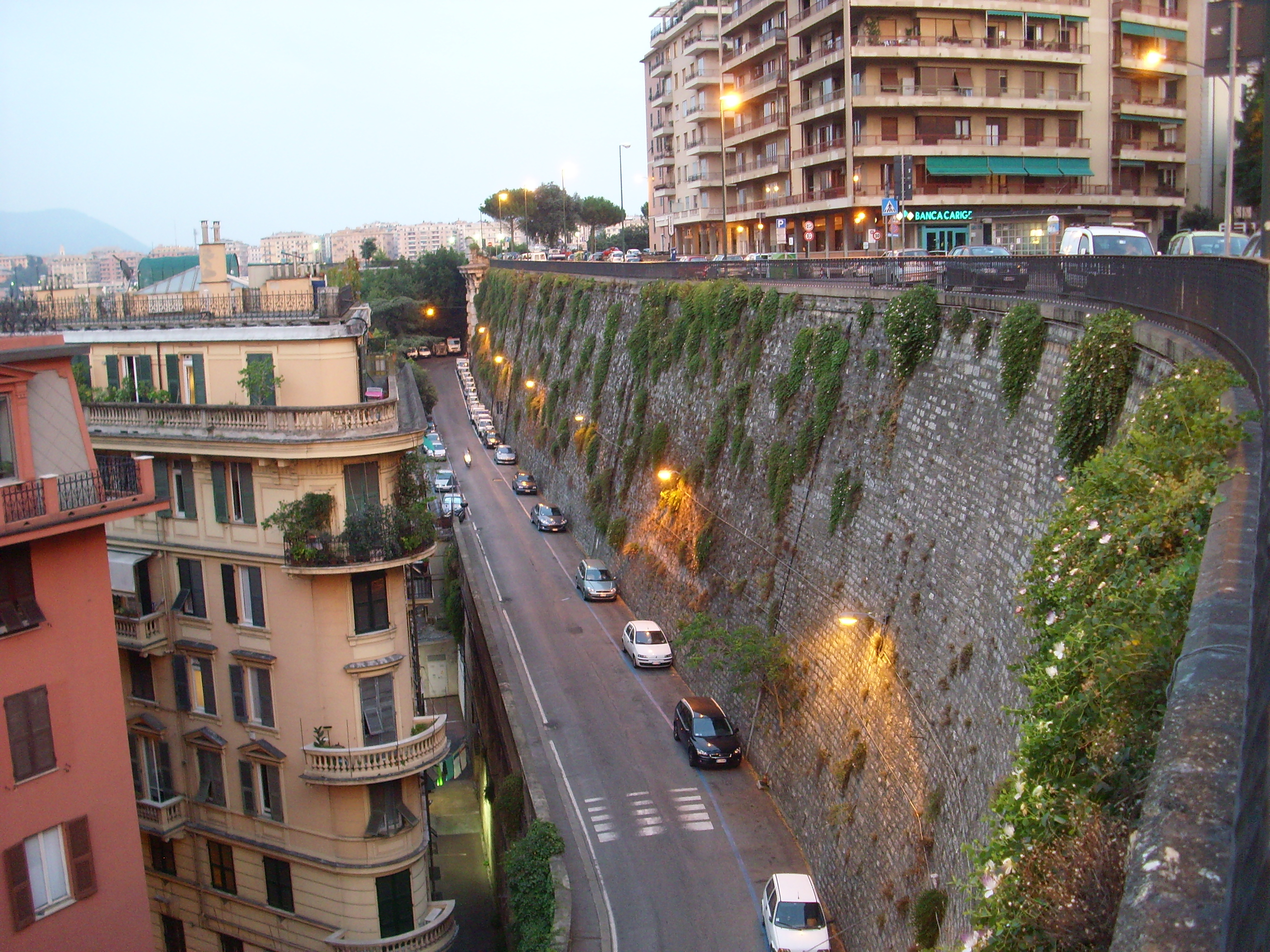
Mura del Prato (in fondo alla strada s'intravede la Porta degli Archi nella sua attuale collocazione)

#### Mura Nuove
Della cinta seicentesca quasi nulla rimane nella zona di S. Vincenzo. La poderosa muraglia che scendeva dal colle dello Zerbino termina oggi sull'altura di Montesano, mentre l'intero tratto posto a difesa della città lungo la sponda destra del Bisagno, le cosiddette Fronti Basse, è stato completamente smantellato sul finire dell'Ottocento per consentire lo sviluppo urbanistico della città verso levante. Due porte si aprivano tra questi bastioni, la monumentale Porta Pila e la più modesta Porta Romana.
Quest'ultima, così denominata perché situata lungo la medioevale via "Romana" che, oltrepassando il Bisagno, proseguiva verso levante, si trovava all'imbocco di via San Vincenzo, angolo via Fiume. Fu demolita nel 1891 insieme alle Fronti Basse.

##### Porta Pila

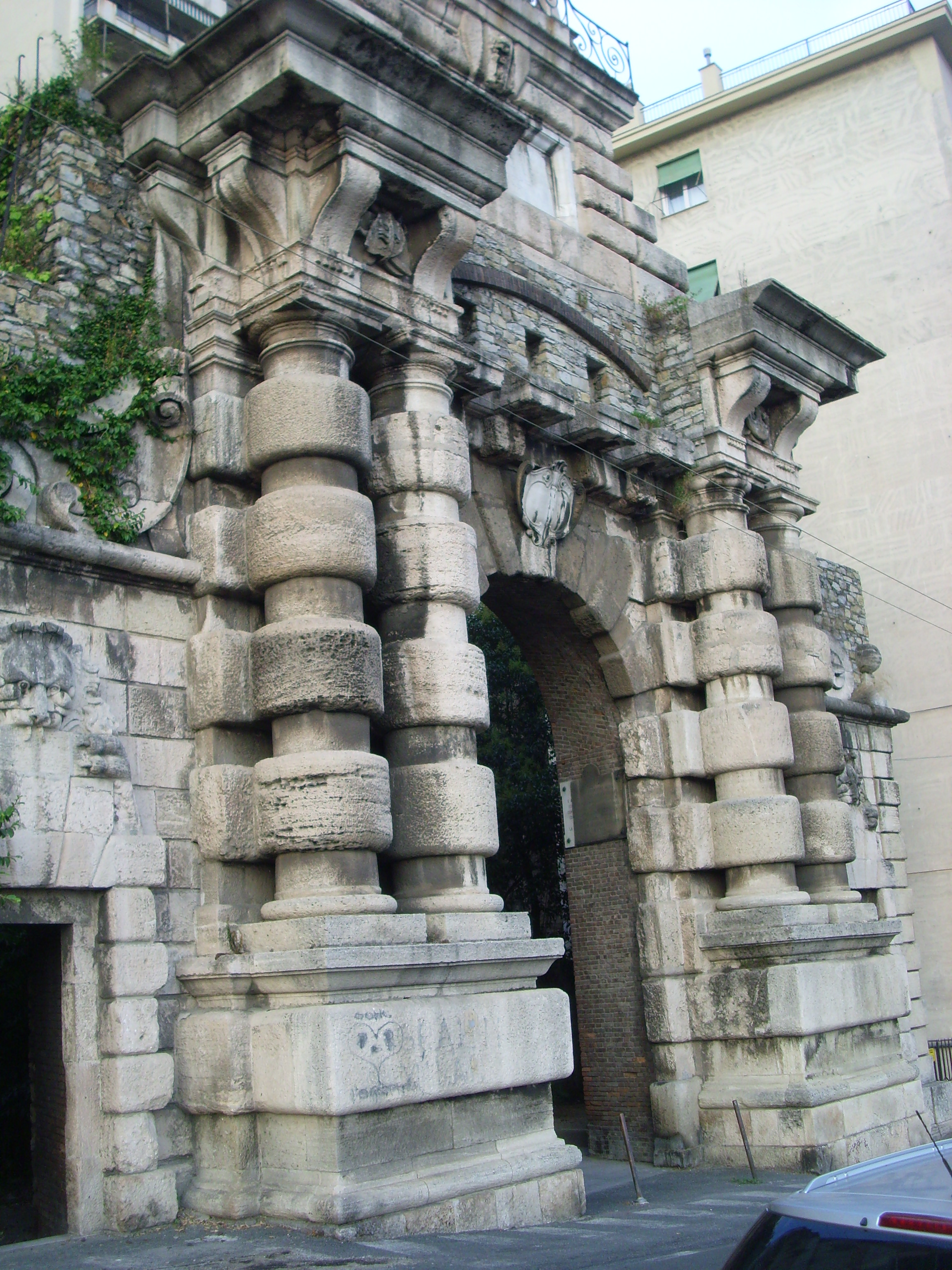
Porta Pila nella sua attuale collocazione

La monumentale Porta Pila, accesso in città per chi proveniva dai sobborghi orientali, sorgeva all'incrocio tra le odierne via XX Settembre e via Fiume. Disegnata da Bartolomeo Bianco, secondo alcune fonti sarebbe stata costruita nel 1633, secondo altri la porta, destinata in origine alle fortificazioni di Porto Maurizio, sarebbe stata trasportata a Genova tra il 1647 ed il 1649.
Quando nel 1891 fu decisa la demolizione delle Fronti Basse, la porta rimase per alcuni anni a segnare l'ingresso di via XX Settembre; nel 1898 ne fu decretata la demolizione, ma per l'opposizione di numerosi cittadini fu deciso di smontarla e ricollocarla nel Bastione Montesano, alle spalle della stazione ferroviaria di Brignole. Nel 1951, per l'ampliamento del parco ferroviario, fu nuovamente smontata e spostata nel sito attuale, lungo via Montesano. 
La porta è sormontata da una statua della Madonna, realizzata dallo scultore lombardo Domenico Scorticone su disegno di Domenico Fiasella.

## Società

### Istruzione

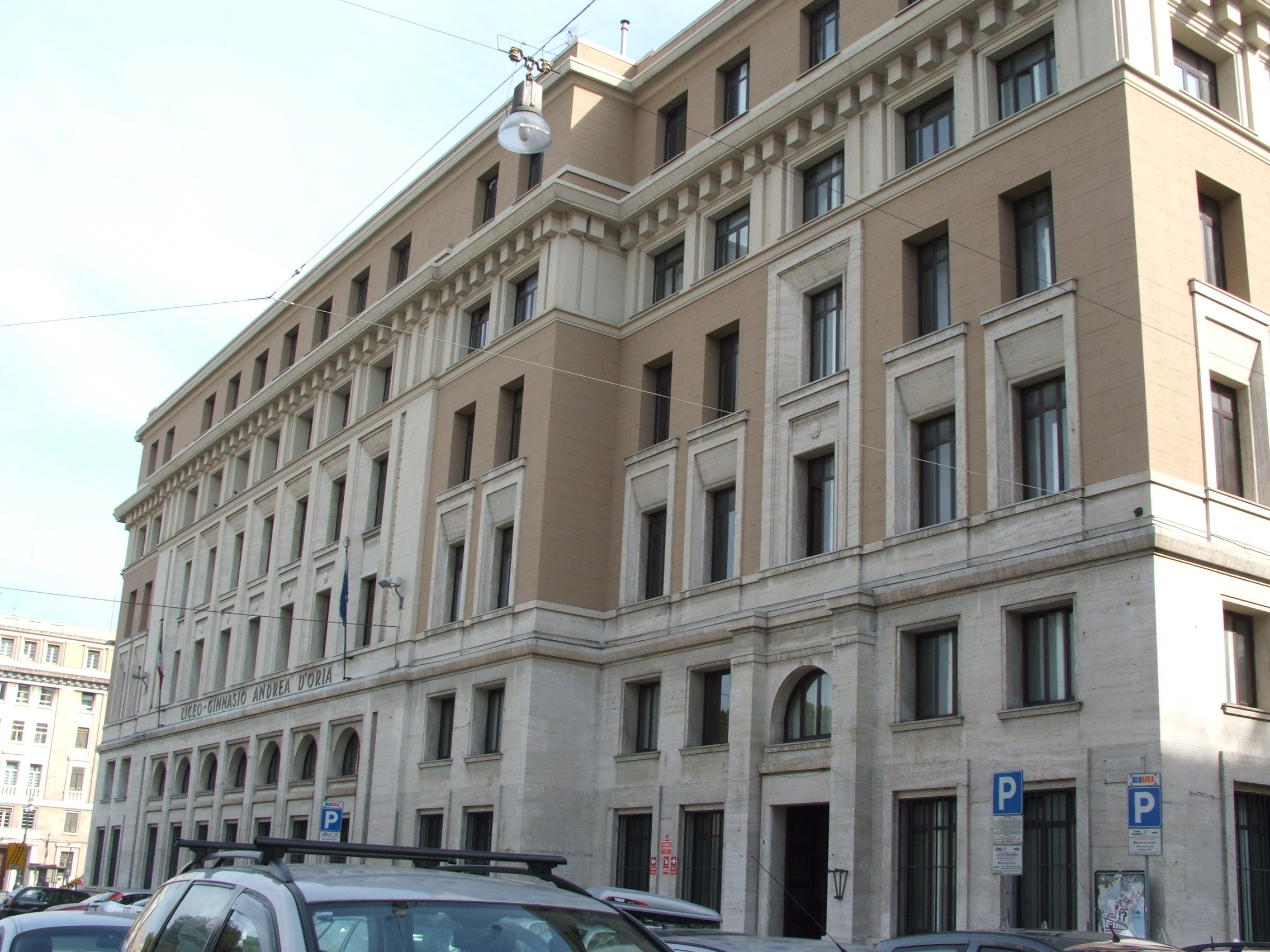
Il Liceo-Ginnasio "Andrea D'Oria"

Nel quartiere di S. Vincenzo hanno sede alcune antiche istituzioni scolastiche genovesi.
- Liceo ginnasio Andrea D'Oria. Fondato nel 1824 come scuola di studi superiori, nella sua prima sede di stradone Sant'Agostino, nella zona di Sarzano, assunse l'attuale denominazione nel 1849. Nel 1937 fu trasferito nell'attuale sede di via Diaz.[67]
- Liceo scientifico Gian Domenico Cassini. Fondato nel 1923, dai primi anni sessanta ha sede in viale Sauli, in un edificio di nuova costruzione, realizzato all'interno del parco della villa Serra. Nel panorama della antifascismo genovese è ricordato perché fu frequentato da alcuni esponenti della Resistenza (Buranello, Issel e Fillak, quest'ultimo espulso dal liceo per la sua militanza anntifascista).[68]
- Istituto Vittorino da Feltre. L'istituto intitolato all'umanista veneto fu fondato nel 1876 dai Padri Barnabiti, ed aveva sede al civ. 10 di salita S. Caterina. Acquistato nel 1895 dai marchesi Da Passano, all'inizio del Novecento fu trasferito nell'attuale sede di via Maragliano, nei pressi di via XX Settembre, costruita su parte dell'area dell'antico convento francescano di S. Maria della Pace. L'istituto, che oggi appartiene ad una società privata, è tuttora gestito dai Barnabiti, che ne hanno sempre mantenuto la gestione anche dopo i passaggi di proprietà. Comprende l'intero ciclo della scuola primaria e della media inferiore ed un liceo scientifico.[69]

## Infrastrutture e trasporti

### Strade urbane
Delle strade urbane del quartiere oggi solo via XX Settembre, con le limitrofe via Fiume e via Brigata Liguria, svolge ancora in parte un ruolo di collegamento urbano tra il centro della città e il levante, mentre le altre strade sono funzionali esclusivamente ad abitazioni ed esercizi commerciali che vi si affacciano.

### Autostrade
Il casello autostradale più vicino è quello di Genova-Est sull'Autostrada A12, Genova - Livorno, che si trova nel quartiere di Staglieno, a 5 km.

### Ferrovie
La stazione di Genova Brignole si trova a poche centinaia di metri dal centro del quartiere.

### Trasporti urbani
- Metropolitana. Il quartiere è servito dalla stazione Brignole, capolinea a levante della metropolitana di Genova. Adiacente all'omonima stazione ferroviaria, questa stazione è entrata in servizio il 22 dicembre 2012, con l'apertura della tratta De Ferrari-Brignole.
- Autobus. Numerose linee di autobus urbani dell'AMT attraversano il quartiere collegando il centro cittadino con Sampierdarena, il levante, la Val Bisagno e le zone collinari.
- Ascensori pubblici. È in funzione dal 1959 l'ascensore pubblico del Ponte Monumentale che, con un dislivello di 23 m, collega via XX Settembre a corso A. Podestà.[70]

### Aeroporti
- Aeroporto di Genova-Cristoforo Colombo - 12 km.

### Ospedali
- Ospedale Galliera - meno di 1 km
- Ospedale San Martino - 3 km.